# 凯瑟琳·赫本
凯瑟琳·霍顿·赫本（英語：Katharine Houghton Hepburn，1907年5月12日—2003年6月29日）是好莱坞六十余年间极具影响力的美國女演员，从广播到舞台、电视到电影，从脱线喜剧到文学戏剧，她出演的作品类型多种多样，先后四次获奥斯卡最佳女主角奖，另有八次提名。1999年，美国电影学会将她评为古典好莱坞电影百年最杰出的女演员。赫本以坚强独立和个性鲜明著称，一生致力促进妇女权利。
赫本出身康乃狄克州富裕家庭，父母思想进步，就读布林莫爾學院期间就开始表演。她在百老汇的演出颇受好评，引起好莱坞注意。她初涉影坛的作品非常成功，出演的第三部电影《牵牛花》就夺得奥斯卡最佳女主角奖，但此后参与的多部都沦为票房毒药，并在与加里·格兰特合作的《育婴奇谭》达到高潮，该片获评论界一致好评，但商业上同样惨淡收场。赫本决心自创复出机遇，她买断与雷电华电影签订的合约离开好莱坞，取得《费城故事》的电影改编版权后以由她主演等条件转让给米高梅。电影《费城故事》的大卖令她回歸好莱坞一线女星地位，并第三次获奥斯卡最佳女主角奖提名，詹姆斯·史都華也因该片拿下生命中唯一的奥斯卡奖。如今，《育婴奇谭》和《费城故事》都已公认为史上喜剧片杰作。进入20世纪40年代后，赫本开始与史賓塞·屈塞持续超过四分之一个世纪的合作，共合演九部电影。
进入后半生的赫本继续自我挑战，积极投身莎士比亚戏剧制作并出演各种各样的文学角色。她发现扮演中年单身女子的利基市场，《非洲女王号》就为她再获奥斯卡金像奖提名。《夏日痴魂》是赫本又一部名利双收的作品，为她赢得第八次奥斯卡金像奖提名。此后，她还因《猜猜谁来吃晚餐》、《冬獅》和《金色池塘》三次拿下奥斯卡影后桂冠。进入20世纪70年代后，赫本开始参演电视电影，这也成为她演艺生涯后期的重点。1994年，87岁高龄的赫本最后一次在大银幕上亮相，此后不再参加演出，身体状况逐渐恶化。2003年6月29日，凯瑟琳·霍顿·赫本在家中谢世，享年96岁。
赫本以拒不遵从社会对女人的期望且不配合好莱坞宣传机器闻名。她直率、自信，身体健壮，在女人纷纷身着裙装的年代就一直穿长裤。赫本在银幕上塑造大量特立独行的人物，是20世纪美国“现代女人”的缩影，并成为重要的文化人物为后世铭记。

## 早年经历和教育

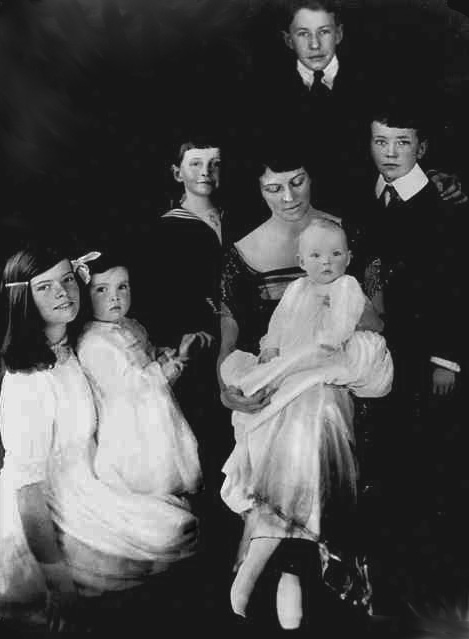
最左侧是凯瑟琳·赫本，母亲坐在中间抱着幼女玛格丽特，赫本右侧其他几人从左至右分别是：马里恩、罗伯特、托马斯和理查德，摄于1921年

1907年5月12日，赫本在康涅狄格州哈特福出生，是家中第二个孩子。父亲托马斯·诺瓦尔·赫本（1879至1962年）是哈特福医院泌尿外科医师，母亲凯瑟琳·玛莎·霍顿·赫本（1878至1951年）是女权活动家。两人都致力推动美国社会变革：托马斯协助建立新英格兰社会卫生协会，向公众传达性病知识，赫本的母亲是康涅狄格州妇女参政权协会主席，后与玛格丽特·桑格共同宣传节育。童年时的赫本就多次与妈妈一起参加“妇女投票权”示威活动。赫本的父母鼓励孩子针对任何有兴趣的话题思考和辩论，允许他们充分行使言论自由。父母的进步观点颇受社区非议，促使赫本决心遇到障碍时迎头直上。赫本自称从小就意识到父母非常杰出，为她后来的成功奠定基础，对此她深感幸运。终其一生，赫本都与家人保持亲密关系。
儿时的赫本就像假小子，喜欢自称“吉米”并把头发剪短。托马斯喜欢孩子们尽可能发挥潜能，教他们游泳、跑步、潜水、骑马、摔跤、高尔夫球和网球。赫本很喜欢高尔夫球，每天都会练习并熟能生巧，一度打入康涅狄格州青年女子高尔夫锦标赛半决赛。她很喜欢在長島海灣游泳，每天早上都用冰凉的水洗澡，相信“良药苦口”。赫本年纪轻轻就成为影迷，每周六晚都去看电影。她还与朋友和兄弟姐妹一起向邻居表演戏剧并按50美分票价收费，为納瓦霍人筹款。

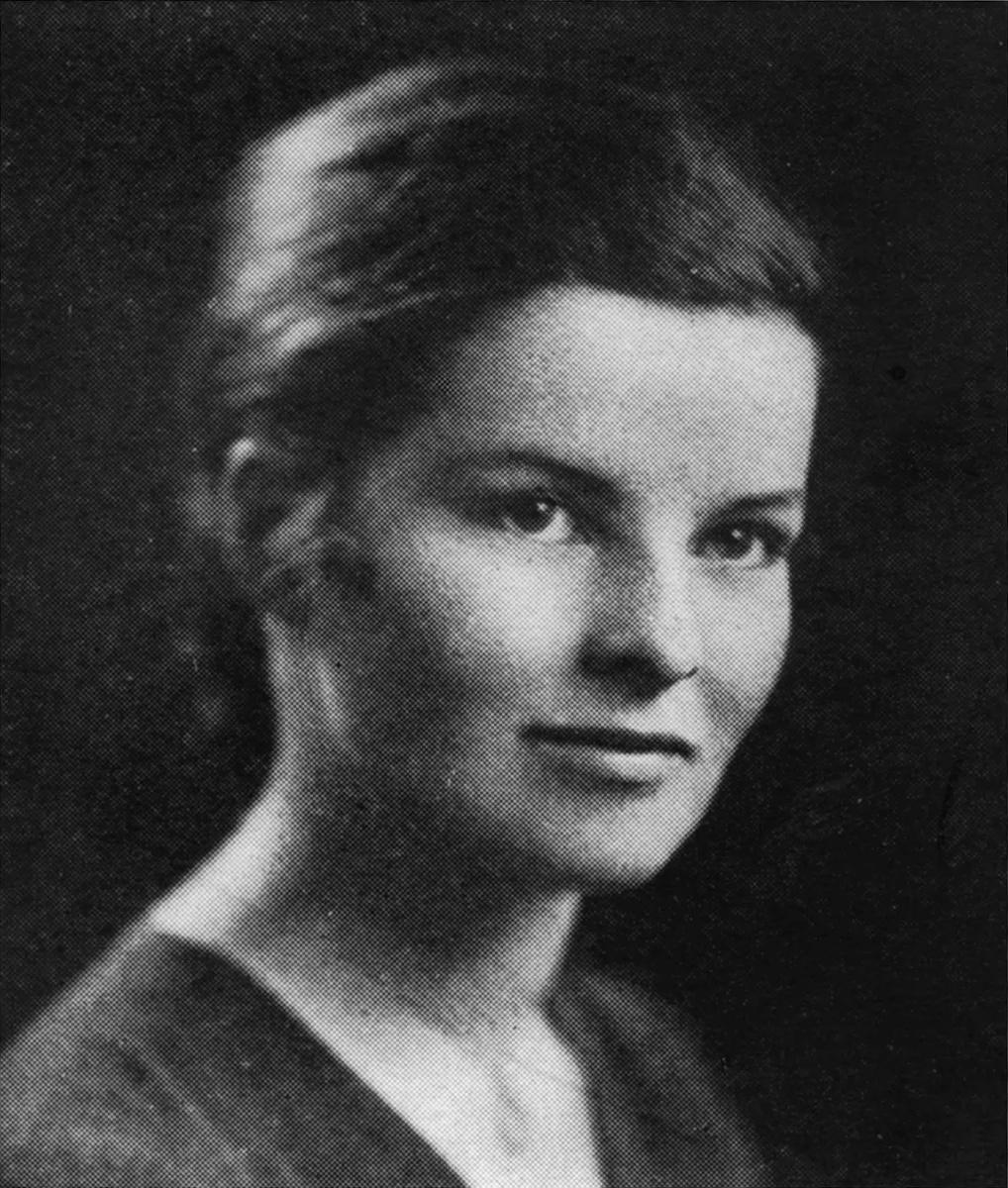
布林莫爾學院1928年毕业纪念册上赫本的照片

1921年3月，年仅13岁的赫本和15岁长兄汤姆趁复活节假期来到纽约，住在格林尼治村母亲的朋友家里。3月30日，赫本发现她崇拜的哥哥已经自杀，显然他是把窗帘绑在帘上上吊自尽。但对外时赫本一家坚称长子不是自杀，一定是做实验时出了差池。惨剧令少女时期的赫本变得紧张、喜怒无常而多疑，她刻意避开其他孩童，从牛津中学退学，改由私人辅导。此后她一直沿用亡兄的生日（11月8日），直到1991年的自传《我：凯瑟琳·赫本自传》才透露她的生日其实是5月12日。
1924年，赫本进入布林莫爾學院学习，她的母亲也曾在此就读，赫本原本只想满足妈妈的期望，但后来还是觉得学习生活很充实。此前她已连续多年没进过学堂，自我意识很强，不习惯与同学相处。为满足大学的成绩要求，赫本学得非常辛苦，其间一度因在房间抽烟遭停学处分。赫本很喜欢表演，但参加大学戏剧演出首先必须满足比较高的成绩要求，于是她在成绩提升后马上就开始定期参加演出。大四那年，她在剧作《月中女》出演女主角潘多拉，演出颇受好评，进一步坚定赫本投身表演事业的决心。1928年6月，她从学院毕业并获历史和哲学学位。

## 事业

### 跻身剧院（1928至1932年）
离开大学的赫本一心要当演员，毕业第二天就赶到巴爾的摩与经营剧目剧院风生水起的埃德温·诺夫见面。她对演出的热忱令诺夫青眼相看，马上决定请她出演正在制作的《女沙皇》。虽然只是小角色，但赫本的演出仍然赢得赞誉，《印刷言论》就称她的表演“引人注目”。赫本获得在一周后剧目的演出机会，但这次的评价不及初次，评论批评她的嗓音太显尖利，于是她离开巴尔的摩，前往纽约接受嗓音导师训练。

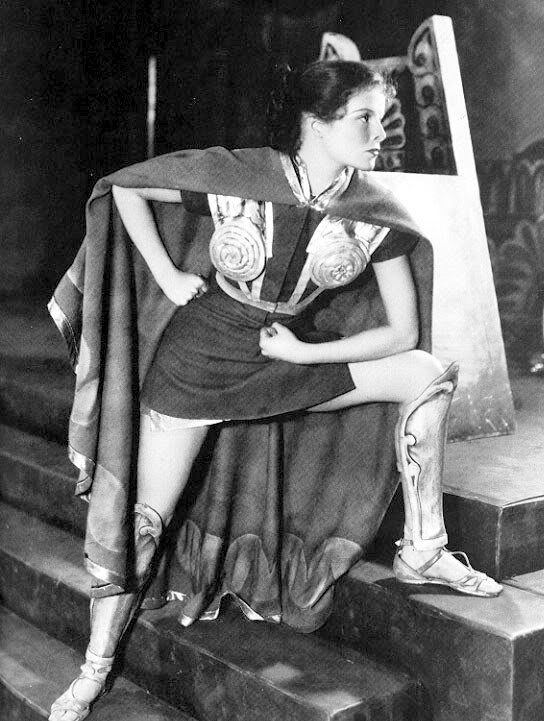
1932年赫本出演《勇士之夫》的剧照，她凭此次演出引来好莱坞关注

诺夫决定在纽约制作《大池塘》，要求赫本充当女主角替补。演出开始一周前，原定女主角被开除，跻身剧院仅第四周的赫本取而代之，首次获得主演机遇。然而她却在演出当晚迟到，还出现记混台词、绊倒、说话速度太快等一系列问题。赫本立刻就被炒鱿鱼，原定的女主角回归。赫本并未因此消沉，马上又加入制作人阿瑟·霍普金斯的团队，接演《这些日子》中的学生妹。1928年11月12日，她首度在百老汇演出，但在科特剧院参演的剧目评价不佳，仅八晚便停演。霍普金斯很快又聘请赫本担当菲利普·巴里舞台剧《休假日》女主角替补。但是，仅两周后，她就在12月上旬离职与大学期间相识的拉德洛·奥格登·史密斯结婚。赫本本打算放弃演艺生涯，但却很快就开始怀念工作的感觉，她马上回归继续担当《休假日》女主角替补达半年之久。
1929年，赫本为主演《死神假期》的机会谢绝剧院行会安排的角色，觉得这次主演机遇堪称完美，但却再度被炒，只好返回行会接受《乡间一月》的替补位置，酬劳只有最低薪资水平。1930年春，她加入马萨诸塞州伯克夏縣斯托克布里奇的剧团，后又在夏季中途离职，继续向戏剧导师学习。1931年初，赫本获取出演百老汇剧目《艺术与波特夫人》，但因剧作家批评“长得不好看，举止也令人讨厌，而且毫无才华”而被解雇。不过，剧团没有及时找到合适的女演员，故重新聘请赫本，剧目上演后还算成功。
赫本参演康涅狄格州艾沃里顿的夏季剧目公司的许多剧目，事实证明她颇受观众青睐。1931年夏，菲利普·巴里邀请她出演他的新剧《动物王国》，与莱斯利·霍华德演对手戏。11月开始排练后，赫本自信能凭这次演出成为明星，但霍华德不知何故很讨厌她，结果赫本又遭解雇。而且赫本询问解雇原因时巴里回答：“老实说吧，你不怎么样。”赫本的信心受到打击，但她还是继续寻找机会。她获选在即将上演的新剧、取材希腊寓言的《勇士之夫》中扮演小角色，排练开始后又接到通知，要求她熟悉主角的台词。
《勇士之夫》为赫本的演艺生涯取得突破。为她立传的查尔斯·海厄姆声称，剧中角色对赫本而言非常理解，她正如人物要求的那样擅长体育运动而且精力十足，积极参与剧目制作也是她成功的重要原因。《勇士之夫》于1932年3月11日在百老汇莫罗斯科剧院首演。赫本首度登场时身穿银色短上衣，肩上扛着鹿，从狭窄的楼梯上快速跑下。剧目持续上演三个月，赫本的演出赢得好评。《纽约世界电讯报》的理查德·加兰称赞她连续这么多个夜晚用光彩照人的表演照亮百老汇舞台。

### 立足好莱坞（1932至1934年）

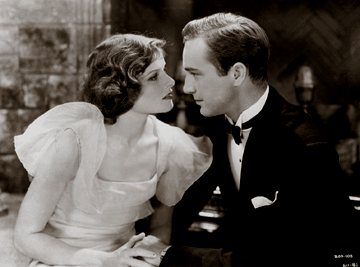
赫本在电影处女作《离婚帐单》中的演出赢得评论界赞誉，她马上就成为明星

好莱坞经纪人利兰·海沃德手下星探看到赫本在《勇士之夫》的演出，邀请她参与雷电华公司电影《离婚帐单》人物西德尼·费尔菲尔德试镜。导演乔治·丘克对她的表演非常满意，称赞赫本无他所知的任何人都截然不同。他特别喜欢赫本拿起玻璃杯的表演，“我觉得她对那个动作很有天赋。”面对邀约，赫本要求的周薪达1500美元，对于当时默默无闻的女演员来说非常高。但在丘克鼓动下，制片商与赫本签订临时合同，其中包含最少三周的工时保证。另据雷电华电影总裁大卫·O·塞尔兹尼克回忆，他当时为聘请赫本冒着“极具巨大的风险”。
1932年7月，25岁的赫本来到加利福尼亚州，与当时已是大明星的約翰·巴里摩合演《离婚帐单》，却没有表现出任何受宠若惊的感觉。虽对电影演出还需努力适应，但她一经接触就对电影工业深感着迷。影片颇为成功，赫本的演出获得好评。《纽约时报》影评人莫当特·霍尔称颂她的表演“极其精彩……在银幕上难得一见”。《综艺》杂志刊登的评论宣称：“凯瑟琳·赫本出演第一部电影就能脱颖而出、给人留下深刻印象，身上某种至关重要的特点令她在电影海洋中仍显与众不同”。《离婚帐单》的成功促使雷电华与赫本签下长期合同，乔治·丘克成为赫本终生的朋友和同僚，两人共合作拍摄十部电影。

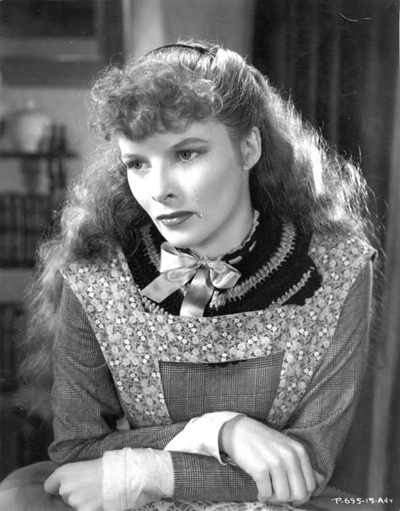
赫本在当时大受欢迎的电影《小妇人》中饰演乔·马区

赫本出演的第二部电影是《克里斯托弗·斯特朗》（1933年），讲述女飞行员和有妇之夫的婚外情。该片票房成绩一般，但赫本的演出赢得赞誉。里贾纳·克鲁在《美国新闻报》发文，称她的举止有些格格不入，但鲜明而积极的人格特质足以吸引观众目光。赫本演出的第三部电影是《牵牛花》（1933年），从此确立她好莱坞大牌女星的地位。她在片中饰演女演员伊娃·洛夫莱斯并拿下第一座奥斯卡最佳女主角奖。制片商原计划请康斯坦斯·贝内特饰演洛夫莱斯，但赫本在制片人潘德洛·S·伯曼的办公桌上看到剧本后极力争取，自称命中注定要扮演这个角色。与之后半个多世纪一样，赫本没有因为获提名而出席奥斯卡颁奖典礼，但对拿奖感到非常激动。她再接再励，又在大获成功的《小妇人》（1933年）中诠释女主角乔，该片是当时电影史上有数的票房大片，赫本还赢得威尼斯电影节最佳女演员奖肯定。赫本非常喜欢《小妇人》，而且对自己的演出颇感骄傲，事后甚至宣称“我敢说没人能（把乔）演得像我一样好”。
1933年结束前，赫本已是业内颇具声望的女影星，但她同样渴望在百老汇证明自己。20世纪20年代极为成功的戏剧制作人杰德·哈里斯此时身陷事业低谷，他邀请赫本出演剧作《湖》，赫本不但同意，而且愿意只收取很少的报酬。雷电华要求赫本休假前先参演电影《烈性子》（1934年），她的角色是没有受过教育的山区姑娘特里格·希克斯。影片票房大卖，但评论普遍认为这是赫本从影生涯有数的烂片，她的表演也不受待见。此后赫本一直在卧室放有一张她扮成希克斯的照片，自我提醒不要得意忘形。
《湖》在华盛顿哥伦比亚特区的预售成绩可观，故而在此首演。《烈性子》导演哈里斯功底欠佳，赫本的信心大受影响，为演出苦苦挣扎。然而，哈里斯还是未经进一步排练就开始在纽约演出。《湖》于1933年12月26日在马丁·贝克剧院开演，赫本遭评论家口诛笔伐。多萝西·帕克取笑“她从这头跑到那头，脸上表情永远都是那么丰富”。赫本已经签下十周的合同，只能继续忍受票房急剧下滑的难堪境地。哈里斯又决定到芝加哥继续演出，甚至对赫本说：“拜托，我就是想利用你赚钱而已。”赫本不想继续参与注定要失败的演出，为了脱身，她把所有的积蓄（近1.4万美元）全部付给哈里斯。赫本事后表示，哈里斯无疑是她一生所遇最恶毒的人，这段宝贵经历让她明白必须对自己的事业负责。

### 影坛受挫（1934至1938年）

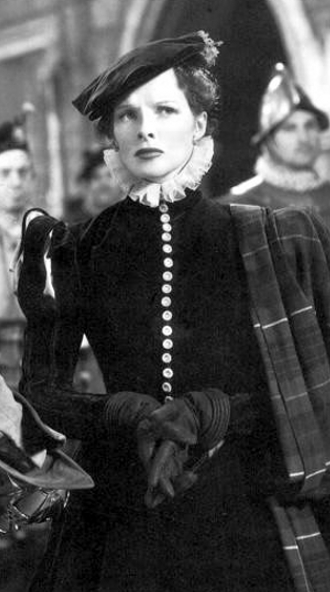
《苏格兰女王玛丽》（1936年）剧照，赫本在20世纪30年代出演的票房炸弹电影

经历《烈性子》的失败后，雷电华安排赫本出演根据詹姆斯·巴里同名维多利亚时代小说改编的电影《小牧师》（1934年），期望再现《小妇人》的辉煌。然而事与愿违，投资太高的《小牧师》未能收回成本。再下来她与查尔斯·博耶合演的浪漫剧情片《心碎》（1935年）同样票房失利，所获评价也不佳。连续三部电影失败后，赫本的事业终于在《愛麗絲·亞當斯》（1935年）上迎来转机，影片讲述平凡出身青年女子竭力跻身上流社会的故事。赫本很喜欢同名原著，所以很高兴能够出演女主角。电影票房大卖，与《小妇人》一样是女演员本人非常喜欢的作品，为她赢得第二次奥斯卡奖提名，最终得票仅次于获奖的贝蒂·戴维斯。
赫本得以自主选择接下来参演哪部电影，她选中乔治·丘克的新项目《西尔维娅传》（1935年），这也是她首次与加里·格兰特搭档。她的角色在片中大部分镜头都假扮成男孩，为此赫本还把头发剪短，但评论界和观众都不赏脸。随后她在约翰·福特的《苏格兰女王玛丽》（1936年）中诠释玛丽·斯图亚特，但票房和评价同样惨淡。同年上映的《女人造反》（1936年）以维多利亚时代为背景，赫本饰演的女子为反抗传统未婚生子，但与1937年的时代喜剧《名门街》一样票房不佳，至此她已连续出演四部票房失利的电影。
事业不顺之际，赫本又因态度引来非议。她与新闻界关系不佳，对待记者往往粗鲁而挑衅。面对是否有孩子的问题，她厉声回复：“有，有五个：两个白人，三个有色人种”。她不接受采访，也不同意签名请求，媒体因此称她“傲慢的凯瑟琳”。公众也对她孩子气的举止和服饰感到莫名其妙，她逐渐变得不得民心。赫本自觉有必要离开好莱坞，她回到东部主演剧院改编版的《简·爱》，剧目的巡演颇为成功，但赫本对剧本内容缺乏足够信心，而且还对《湖》的失败心有余悸，所以决定不到百老汇演出。1936年即将结束之际，赫本一度加入《乱世佳人》女主角斯佳丽·奥哈拉争夺战，但制片人塞尔兹尼克认为她缺乏性魅力，据称他曾告诉赫本：“我实在没法想象白瑞德会追你十二年”。

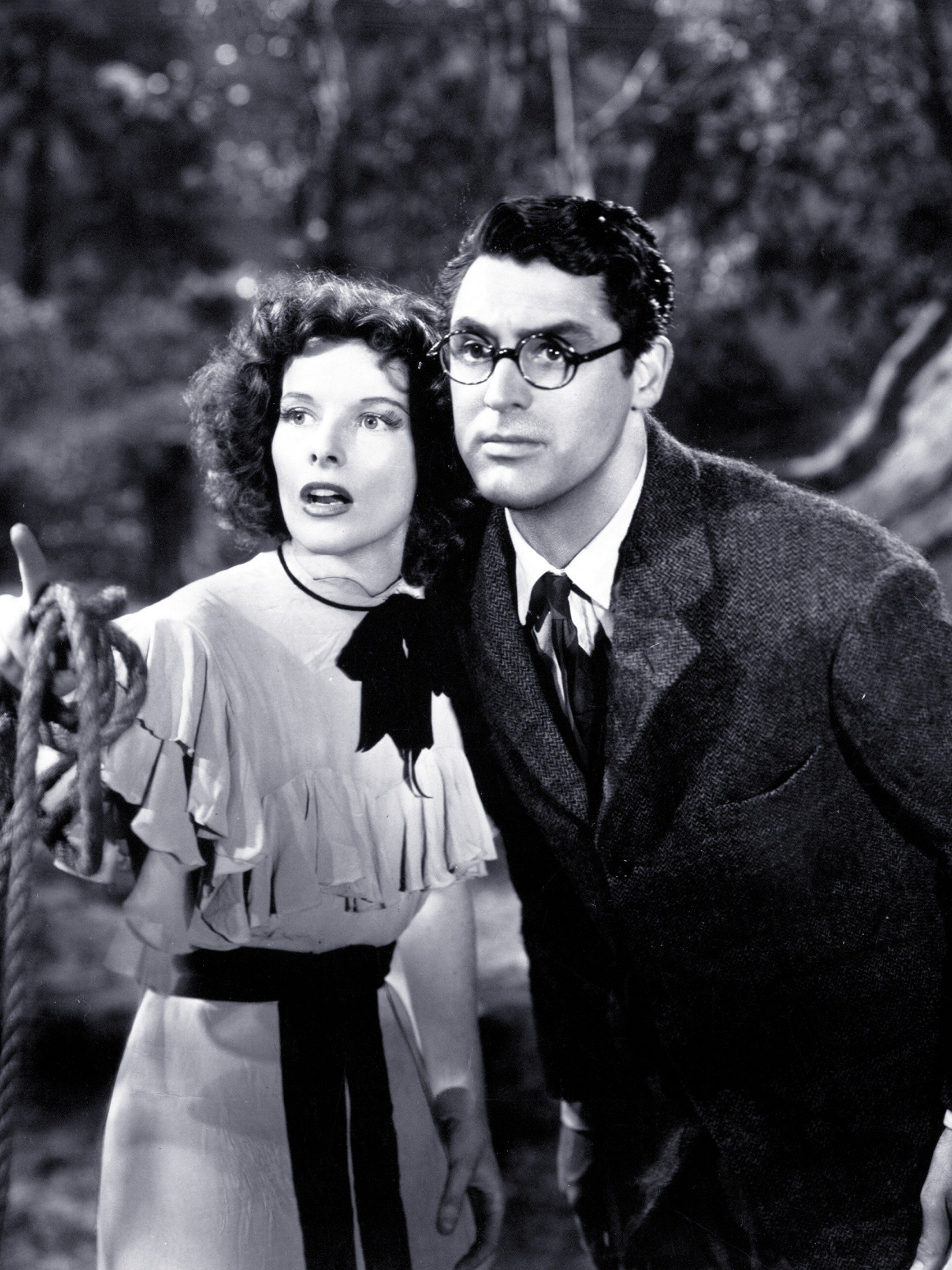
赫本共与加里·格兰特合演四部电影，上图是两人在《育婴奇谭》中的剧照，该片上映时票房失利，但足以经受时间考验，如今已是经典脱线喜剧

赫本接下来在《摘星梦难圆》（1937年）中与金杰·罗杰斯合作，该片讲述富家女想当女演员的故事，简直就是赫本生活的翻版。影评人提前观看预映后肯定赫本的演出，因此她的名字在片头字幕中比罗杰斯更早出现。电影获奥斯卡最佳影片奖提名，但未如雷电华期待的那样票房大卖。业内权威认为赫本是票房毒药，但雷电华继续安排她出演电影，希望赫本尽早恢复声望。赫本获选出演霍華·霍克斯的脱线喜剧《育婴奇谭》（1938年），扮演的任性富家女搞丢豹子宠物时还在主动追求古生物学家加里·格兰特。她对出演肢体喜剧很有信心，并根据合作演员沃尔特·卡特利特的提示把握喜剧时机。影片获得评论界赞誉，但票房依然不见起色。为赫本立传的安德鲁·斯科特·伯格表示，考虑到当时脱线喜剧和格兰特都很有票房号召力，《育婴奇谭》商业失利应当归咎于影迷对赫本的反感。
《育婴奇谭》上映后，美国独立剧院业主协会将赫本列入“票房毒药”影星名单，她的声誉陷入低谷，雷电华安排的下一部电影是《凯里妈妈的鸡》，属于基本不可能成功的B級片。赫本拒绝出演，并向雷电华支付7.5万美元买断合约。此时电影演员大多不敢脱离收入稳定的制片厂体系，但赫本家境宽裕，经济上有能力保持独立。她与哥倫比亞影業签约出演电影改编版《休假日》（1938年），第三次与格兰特合作，扮演爱上妹妹未婚夫的富家女。影片同样获得影评人认可但不受观众待见。赫本接到的下一个项目薪酬仅有一万美元，比她初入影坛时还少。安德鲁·布里顿的著作指出，从没有任何明星像赫本这样迅速或亮眼地登场，也没有任何明星像她这么快速变得不受欢迎且旷日持久。

### 卷土重来（1939至1942年）
面对事业上的挫折，赫本决定自行创造复出机遇。她离开好莱坞搜寻舞台剧项目，签约主演菲利普·巴里的新剧《费城故事》。这简直是为她量身定制的作品，女主角特雷西是社交名媛，为人既幽默又咄咄逼人，神经紧张而且精神脆弱。赫本的同伴霍华德·休斯意识到，这部剧可以成为她恢复好莱坞一线影星地位的敲门砖，于是在首演前就买断剧作的电影改编版权。《费城故事》先在全国各地巡演并颇受好评，再于1939年3月28日在百老汇舒伯特剧院开演。剧目无论商业还是评论都大获成功，连演417场后又开始第二轮成功的全国巡演。
大型电影制片商纷纷联系赫本，争取将巴里剧作改编成电影的机会，最终她选择的是好莱坞制片厂头把交椅米高梅，条件是由她主演并挑选导演。赫本选择已经多次合作的乔治·丘克，并请加里·格兰特和詹姆斯·史都華共同主演，她还把电影字幕中出现的第一位演员姓名位置让给格兰特。赫本在电影开拍前颇有先见地表示，不会在片中大张旗鼓地出场：“影迷……大概觉得我太装腔作势之类。很多人都想看到我摔个狗吃屎。”所以电影开场第一个镜头就是格兰特先拍赫本的后背，再把转头后的她推倒在地。据伯格所述，赫本的角色经过精心设计，以令观众先尽情地嘲笑她，最终转变成同情和认可，赫本认为这对“重塑”她的公众形象至关重要。《费城故事》的票房收入在1940年电影中名列前茅，打破无线电城音乐厅的上座纪录。《时代》杂志宣布：“回来吧凯蒂（凯瑟琳的昵称），有什么事儿都原谅你”。赫布·戈尔登在《综艺》发文称：“这是（专为）凯瑟琳·赫本（设计）的电影……把费城主线富人区所有任性且极具特色的社交名嫒完美融合，这样的故事如果不是她来演，简直没法想象”。赫本因本片第三次获奥斯卡奖提名并赢得纽约影评人协会奖最佳女主角，史都華也拿下他唯一的奥斯卡最佳男主角奖。

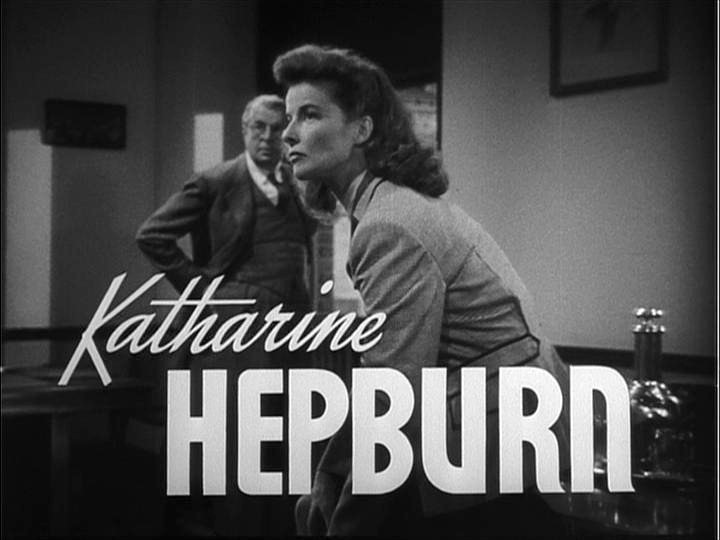
《小姑居處》预告片中的赫本

接下来，赫本亲自参与浪漫喜剧片《小姑居處》开发，电影讲述政治专栏作家为人过于独立且以自我为中心，导致她和体育记者的恋情遭遇危机。影片源自加森·卡宁1941年向赫本提出的构想，据卡宁回忆，她对构想很感兴趣并亲自参与剧本创作。她把完成的剧本交给米高梅高管审阅，要价达25万美元，其中她与编剧各拿一半。米高梅接受条件，还同意让她挑选演员和导演。1942年，乔治·史蒂文斯执导，赫本与史賓塞·屈塞主演的《小姑居處》上映后大卖。影评人称赞两位主演之间的化学反应，另据海厄姆回忆还特别指出赫本“日渐成熟和优雅”。《纽约世界电讯报》认为两人贡献的演出都非常精彩，赫本在此期间与米高梅签约，随后第四次获奥斯卡影后提名。

### 放缓步调（1942至1949年）
1942年，赫本返回百老汇参演《没有爱》，该剧是菲利普·巴里专门为她创作。剧评人反应平平，但凭借赫本如日中天的名望，该剧依然连续16周场场爆满。米高梅非常急切地想要再现屈塞与赫本合作的票房号召力，安排两人主演《自由之火》（1942年）。该片以黑暗谜团为背景宣传法西斯主义的危险，赫本视其为发表重要政治声明的好机会。电影评价不佳但颇得观众青睐，再度确认两人组合的商业热度。

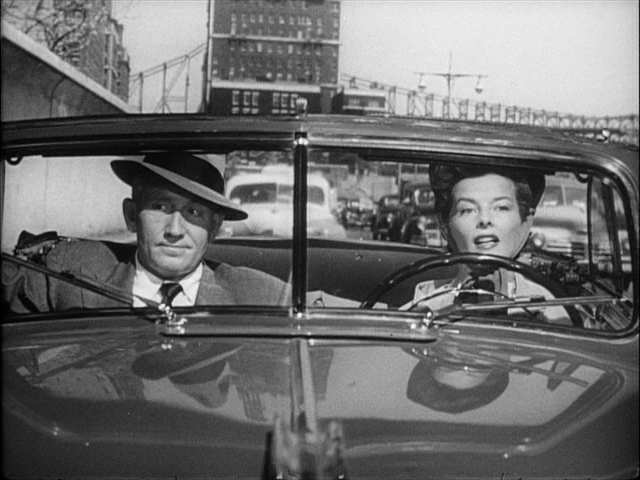
赫本这段时间大部分电影都是与史賓塞·屈塞合演，她自认当时的观众认可度不及屈塞，所以两人合作对她的事业推动很大。上图是两人合演《亚当的肋骨》剧照

参演《小姑居處》期间，赫本决心帮助此时备受酗酒和失眠折磨的屈塞，两人逐渐相恋。为此她放缓事业步调，此后直到1950年才再度亮相舞台，而且这几年在电影中的戏份也远不及20世纪30年代。1943年她只在战时士气宣传片《台口餐厅》中以真实身份客串出镜。1944年，她在高成本剧情片《龍種》中饰演美国银幕上非常罕见的中国农民。赫本对演出非常投入，但电影反响一般，评论认为她不适合这种角色。随后她再度与屈塞合作，出演电影改编版《没有爱》（1945年）。为支持屈塞重返百老汇，赫本接下来谢绝出演《情天恨海》的机会。《没有爱》反响不佳，但屈塞和赫本的黄金组合魅力不减，在1945年复活节周末卖出的电影票数量创下新纪录。
赫本的下一部作品是黑色电影《新婚浩劫》（1946年），与罗伯特·泰勒和罗伯特·米彻姆共同主演但评价不佳。1947年的美國舊西部背景剧情片《陇上春色》是赫本与屈塞第四次合作，与《自由之火》和《没有爱》一样无论本土还是海外都很卖座，但影评人反响一般。同年，赫本在《梦幻曲》中诠释克拉拉·维克·舒曼，为此还接受钢琴家的高强度培训。十月该片上映时，她公开反对好莱坞愈演愈烈反共运动的立场已经严重影响事业。部分人士认为赫本的立场很危险，报导表明观众甚至朝放映《梦幻曲》的银幕投掷物品，连续九个月没人请她拍片。赫本的下一个项目来得颇为意外，法蘭克·卡普拉导演的政治剧情片《联邦一州》（1948年）在开拍前一天邀请她取代克劳黛·考尔白。屈塞早已签约担任男主角，所以赫本对剧本内容很了解，两人的第五次合作又一次名利双收。
《亚当的肋骨》于1949年上映，是屈塞与赫本连续第三年合作演出。影片与《小姑居處》一样是“两性战争”喜剧，由两人的朋友加森·卡宁和露芙·高頓编剧，专为这对黄金搭档量身订做，讲述律师夫妇在法庭上分别代表原告和被告唇枪舌战，赫本也称该片非常适合她与屈塞出演。此时美国部分剧院仍会出现针对赫本政治观点的抗议活动，但《亚当的肋骨》依然大获成功，获得评论界认可的同时，也刷新屈塞与赫本合演电影的票房纪录。《纽约时报》影评人博斯利·克劳瑟对本片推崇倍至，称赞两人“完美兼容”。

### 戏路拓展（1950至1952年）

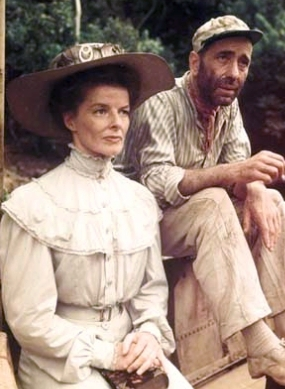
赫本20世纪50年代经常远赴海外拍戏，首先是与亨弗莱·鲍嘉对戏的《非洲女王号》

40多岁的女演员大多已开始淡出，但赫本却在20世纪50年代继续自我挑战，戏路拓展幅度即便是在她半个多世纪的演艺生涯中都空前绝后。伯格就称，这十年是“她庞大遗产的核心”，是真正属于赫本的时代。1950年1月，赫本涉足莎翁剧，在《皆大欢喜》的舞台上扮演罗瑟琳，希望借此证明她能胜任成名作品的演出，称“迎难而上哪怕最后失败，也比自始至终明哲保身要强”。剧目在科特剧院开演当晚坐无虚席，而且连演148场的门票都被抢购一空。剧目此后开始巡演，外界对赫本的演出反响不一，但她仍被视为唯一能在高水准舞台剧中表演的好莱坞一线女星。
1951年，赫本首次与特藝七彩合作参演《非洲女王号》，扮演第一次世界大战爆发之际德屬東非的中年古板老处女传教士罗丝·赛耶，与亨弗莱·鲍嘉演对手戏。电影绝大多数镜头是在比屬剛果取景，赫本欣然前往，但拍摄过程非常艰辛，她还在摄制期间患上痢疾。赫本后来把这段经历写入回忆录出版。影片于1951年底上映，获得评论界和观众一致好评，为赫本拿到第五次奥斯卡奖提名，鲍嘉也因本片获封奥斯卡影帝。《非洲女王号》是很长一段时间以来赫本首部没有屈塞出演的票房大片，上一部已经是十余年前的《费城故事》，证明她的观众认可度已经完全恢复，即便没有屈塞也有足够的票房号召力。
据卡宁回忆，他在观看热衷运动的赫本打网球时突然想到，对于观众来说，看她参与体育活动可能也很有趣，于是他和高頓共同创作体育喜剧片《帕特和麦克》（1952年）的剧本，同样是为赫本和屈塞组合打造。电影要求赫本在许多运动中提供高水平表现，这对她压力很大，但拍出来的大部分镜头最后被剪。赫本在她与屈塞合演的电影中最喜欢《帕特和麦克》，影片评论和票房同样在九部作品中位居前列。赫本因本片获金球獎最佳音樂及喜劇類電影女主角提名。
1952年夏，赫本来到伦敦西区，出演持续十周的萧伯纳剧作《百万富婆》。赫本儿时曾在父母口中听到萧伯纳的作品，对这次演出感觉非常特别。但是，两年的高强度工作令她筋疲力尽，友人康丝坦斯·柯莉儿就称赫本已“在精神崩溃的边缘” 。《百万富婆》广受好评后转战百老汇，同年十月在舒伯特剧院开演，评论界反响一般，但还是连续十周爆满。赫本随后还想把剧目拍成电影，剧本由普莱斯顿·斯特奇斯创作，她还愿意不收片酬并承担导演酬劳，但没有制片商愿意接手。赫本事后表示，这是她演艺生涯中最大的失望。

### 大龄单身女子形象，莎翁剧时期（1953至1962年）

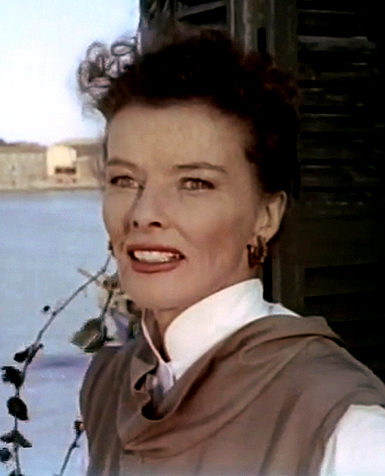
赫本在20世纪50年代多次饰演大龄单身女，例如大卫·里恩浪漫剧情片《夏日时光》中的简·哈德森就颇受欢迎

《帕特和麦克》是赫本与米高梅签约时期最后完成的作品，此后她可以完全自主挑选项目。花费两年时间休息和旅行后，她加入大卫·里恩的浪漫剧情片《夏日时光》（1955年）。影片在威尼斯取景，赫本出演的大龄单身女子简·哈德森本来生活颇感孤独，但却陷入充满激情的爱恋。赫本认为哈德森极富情感，还觉得与里恩合作非常愉快。赫本坚持不用替身亲自演出掉进河里的镜头，结果引起眼部感染。她因本片再获奥斯卡影后提名，部分评论认为这是赫本演艺生涯中有数的杰作。里恩事后表示，《夏日时光》是他最满意的作品，赫本也是他最满意的女演员。1956年，赫本用六个月时间与舊維克劇場公司在澳大利亚巡演，出演剧目包括《威尼斯商人》、《馴悍記》和《一报还一报》，演出非常成功，令她名声大振。
赫本与伯特·蘭卡斯特合作演出的《雨缘》（1956年）为她连续第二年获奥斯卡影后提名，她在片中再度饰演获得爱情滋润的孤独女子。显然，赫本已经发现观众和影评人都很喜欢看到她出演这种“渴望爱情的老处女”。赫本还称，这些角色对她来说都是本色形象，根本不用去演：“我就是老处女阿姨，所以演那些女人毫无困难”。同年上映的另一部电影《铁娘子》（1956年）由赫本与鲍勃·霍普主演，是经典喜剧《妮諾奇嘉》的重拍片。赫本饰演冷酷的苏联飞行员，克劳瑟批评她的演出“太可怕了”。影片评价和票房都不理想，赫本也觉得这是她演艺生涯中最差的作品。
《帕特和麦克》发行五年后，屈塞与赫本重聚的办公室喜剧《电脑风云》于1957年上映，伯格指出，该片将两人早期浪漫喜剧风格和赫本的大龄单身女形象融合，本应是强强连手的作品，但观众毫不买账。赫本这年夏季回归莎翁剧，在康涅狄格州斯特拉特福德的美国莎士比亚剧院出演《威尼斯商人》和《无事生非》，演出获得好评。

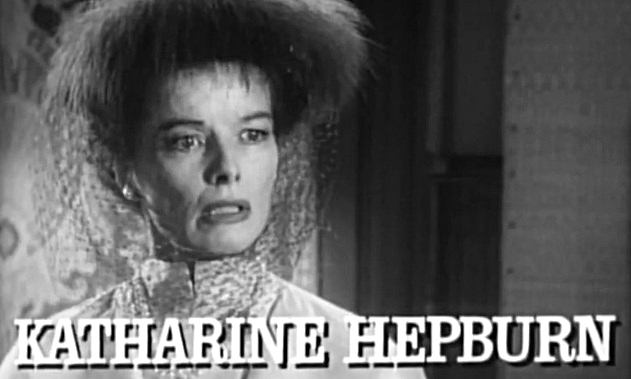
《夏日痴魂》预告片中的赫本，该片根据田纳西·威廉斯同名剧作改编

离开大银幕两年后，赫本同伊丽莎白·泰勒和蒙哥馬利·克利夫特共同主演田纳西·威廉斯同名争议舞台剧改编的电影《夏日痴魂》（1959年）。影片在伦敦取景，赫本自称这段经历“难受至极”。 她在拍摄期间与导演约瑟夫·曼凯维奇发生争执，最严重的时候甚至厌恶地朝他吐口水。《夏日痴魂》颇为卖座，赫本凭片中令人毛骨悚然的维奥利特·维纳布尔阿姨获演艺生涯中第八次奥斯卡提名。威廉斯对她的表演很满意，称赞“凯特是剧作家梦寐以求的演员，她以美到无与伦比的清晰发音让台词听起来比作者笔下效果还好”。他后来专为赫本写出剧作《巫山风雨夜》（1961年），赫本颇感受宠若惊，但觉得她不适合出演，最终由贝蒂·戴维斯接手。
1960年夏，赫本回到斯特拉特福德演出《第十二夜》和《安東尼與克麗奧佩托拉》。《紐約郵報》称赞她扮演的埃及艳后“变化多端，百看不厌”。演员本人也对角色塑造感到自傲。接下来她在薛尼·盧梅导演的《长夜漫漫路迢迢》（1962年）登场，演技更显精湛，戏路进一步拓宽。影片改编自尤金·奥尼尔的同名剧作，拍摄预算很低，赫本为此愿意将片酬降至已有水平的一成。她觉得奥尼尔的作品是美国“史上最佳剧作”，其中注射吗啡成瘾的玛丽·泰隆更是“美国戏剧史上最具挑战的女角色”，自认在本片中交出她半个多世纪演艺生涯最优异的答卷。《长夜漫漫路迢迢》为赫本赢得第九次奥斯卡影后提名和戛纳电影节最佳女演员奖，至今仍是她倍受赞誉的演出。

### 影坛长青树（1963至1970年）

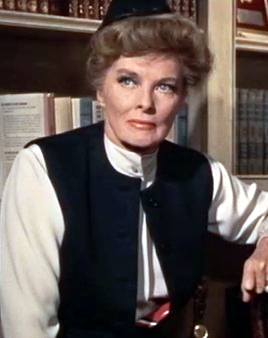
《猜猜谁来吃晚餐》为赫本赢得第二座奥斯卡最佳女主角奖

拍完《长夜漫漫路迢迢》后，赫本休假照顾生病的屈塞，她的下一部作品是五年后上映的《猜猜谁来吃晚餐》（1967年），这也是她与屈塞合拍的第九部电影。影片主题是异族婚姻，片中扮演赫本女儿的凯瑟琳·霍顿其实是她外甥女。屈塞患有心脏病，此时已病入膏肓，据霍顿事后回忆，大姨赫本在电影拍摄期间“极为紧张”。拍完角色的所有镜头后，屈塞仅过17天便去世。《猜猜谁来吃晚餐》让回归大银幕的赫本名利双收，不但刷新她参演电影的票房纪录，还在《牵牛花》过去34年后再次为她拿下奥斯卡影后桂冠。赫本自认这座小金人不单是对她的肯定，也是对屈塞的纪念。
屈塞去世后赫本很快回归演艺事业，希望以全身心投入工作来转移心情。面对多部剧本，她决定出演《冬獅》（1968年）中阿基坦的埃莉诺，觉得该角色“引人入胜”。演出前她阅读大量书籍了解人物，电影在法国南部的蒙馬儒修道院摄制，赫本与彼得·奧圖对戏。导演安东尼·哈维称她拍摄期间一直表现得“极其脆弱”，赫本自认很满意这段经历。约翰·罗素·泰勒在《泰晤士报》发文，宣称埃莉诺是赫本演艺生涯中“登峰造极的演出”，证明年过六旬的她依然在“不断成长、进步并持续给人惊喜”。影片获得奥斯卡金像奖所有主要奖项提名，并为赫本赢得第三座奥斯卡最佳女主角奖（与主演《妙女郎》的芭芭拉·史翠珊并列获奖），这也是她连续第二年获奖。此外，《冬獅》与《猜猜谁来吃晚餐》还为赫本赢得英國電影學院獎最佳女主角肯定。完成《冬獅》后赫本马不停蹄，马上又赶到尼斯参与《金屋春宵》（1969年）演出，但该片评价不佳，观众也不买账，影评人批评赫本的演出与人物要求完全不符。
1969年12月至1970年8月，赫本出演讲述可可·香奈尔生平的百老汇音乐剧《香奈儿传》。她在剧目开演前承认，以前还从未耐心看完过音乐剧。赫本唱功不强，但实在无法抵御演出的诱惑，正如伯格所说的那样：“声线不够，胆量来凑”。准备演出期间，她每周上六节声乐课，但每次演出都还是很紧张，心里想着诸如“我他妈在干嘛”之类问题。乐评人对剧目评价中规中矩，但赫本的演出得到肯定，公众反响热烈，演出周期两度延长。据赫本事后回忆，《香奈儿传》首度让她终于相信公众真的喜欢她，而不是讨厌她。赫本为此获托尼獎最佳音乐剧女演员奖提名。

### 影、视、舞台多面手（1971至1983年）
赫本在20世纪70年代一直积极参加演出，据布里顿所述，这段时间她扮演的角色“要么是很能吃的老母亲，再不然就是独居的疯狂老妇人”。她先远赴西班牙，与凡妮莎·蕾格烈芙合演欧里庇得斯剧作《特洛伊妇女》的同名改编电影（1971年）。面对为何愿意接演该片的提问赫本回答，她想抓紧时间拓宽戏路，尝试所有类型角色。影片评论不佳，但堪萨斯城影评人协会提名赫本为年度最佳女演员。1971年，她签约出演格雷厄姆·格林剧作《与姑妈同游》的改编电影，但对起初的剧本很不满意并亲自改写，制片商又不接受他的修改，于是赫本退出项目，由瑪姬·史密芙取代。她的下一步电影改编自爱德华·阿尔比同名剧作，由托尼·理查德森执导，《微妙的平衡》于1973年小范围发行，但反响普遍不佳。
1973年，赫本首次进军电视荧屏，主演威廉斯同名剧作改编的电视电影《玻璃动物园》。她此前一直担心电视观众的反应，但影片的尼爾森收視率很高，是这年主流电视界有数的重要节目。。赫本因饰演片中思乡的南方母亲阿曼达·温菲尔德获艾美奖提名，令她敞开心怀投入小荧屏演出。她的下一步作品是电视电影《废墟中的爱情》（1975年），是以爱德华时代伦敦为背景的剧情片，另一位主演劳伦斯·奥利维尔是她的老朋友。该片同样收获好评和极佳收视成绩，并为赫本拿下她唯一的艾美奖。

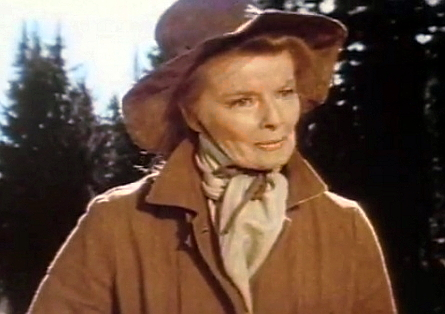
赫本在西部片《狂人考伯恩》中的扮相

赫本虽已十余次获提名，但一直没有出席奥斯卡颁奖典礼。她只在1974年来到现场，作为颁奖嘉宾向劳伦斯·温加顿颁发欧文·G·托尔伯格纪念奖。面对起立鼓掌的全场嘉宾，她开玩笑称“我很高兴没听到有人说：‘也该是时候了’。”第二年，她与約翰·韋恩合作主演西部片《狂人考伯恩》，该片是韦恩获奥斯卡影帝电影《大地惊雷》的续集。赫本继《非洲女王号》后再度出演虔诚的老处女，与充满男子气概的独行狭组队为家人惨死报仇。影片评价中规中矩，演员足以吸引部分观众走进电影院，但票房未达制片商预期。
1976年，赫本回到百老汇，参演伊妮德·巴格诺德剧作《事关引力》。剧中的巴西尔夫人为人乖僻，堪称为她量身定做的角色。剧目评价不佳但观众热情爆棚，随后的全国巡演同样大获成功。赫本在洛杉矶演出期间臀部骨折，但决定继续坐在轮椅上演出。人民选择奖这年经票选将她评为“最受欢迎电影女演员”。离开大银幕三年后，赫本又从1978年的冒险喜剧《气球旅行》回归，但该片却成为她演艺生涯中非常失败的作品。曾与赫本合作的编剧詹姆斯·普里多后来表示，该片就像赫本的“散失電影”，从发行的那一刻就注定失败。赫本自称接演该片的主要原因是想坐热气球。她的下一部作品是电视电影《锦绣前程》（1979年），在威尔士取景，是赫本最后一次与乔治·丘克合作，为她赢得第三次艾美奖提名。
进入20世纪80年代前，赫本已患上明显的震颤，总是不受控制地摇头。为此她休假两年，并在接受采访时称：“我的时代已经过去——该给孩子们让路，让他们好好流汗啦”。在此期间，她看到百老汇剧作《金色池塘》，对剧中老年夫妇应付年老所遇困难的情节深感触动。简·方达已经买下剧作的电影改编版权，作为送给父亲亨利·方达的礼物，赫本获选在片中饰演方达的夫人埃塞尔·塞耶。《金色池塘》大获成功，是1981年的美国电影票房亚军。已经74岁高龄的赫本依旧精力充沛，穿着衣服跳入斯夸姆湖，还在片中充满活力地献唱。影片为她赢得第二座英国电影学院奖和创纪录的第四座奥斯卡金像奖，亨利·方达也因本片获得他生命中唯一的奥斯卡奖，成为第三位（前两位是詹姆斯·史都華和亨弗莱·鲍嘉）与赫本合演电影后终获奥斯卡影帝肯定的银幕传奇人物。霍默·狄更斯在以赫本为主题的著作中指出，业界普遍认为方达此次获奖受情感因素影响较大，实际上是对赫本“长盛不衰的事业致敬”。
赫本还在1981年回归舞台，因《西区华尔兹》中年逾古稀但依然热爱生活的寡妇形象第二次获托尼奖提名。《综艺》杂志宣称该角色显然完全照搬赫本已为公众接受的形象。沃尔特·克尔在《纽约时报》发文称，赫本的表演足以“用毫无生气的台词表现无与伦比的精彩人生”。她本希望能将该剧拍成电影，但没有人愿意购买版权。赫本至此已经牢牢确立美国高人气演员的地位，《人物》周刊民意调查将她评为最受欢迎的电影女明星，人民选择奖也再度授予她最受欢迎电影女演员奖。

### 大銀幕生涯（1984至1994年）
1984年，赫本主演黑色喜剧《格雷斯·奎吉莉》，讲述老妇人聘请杀手（尼克·诺尔蒂饰）了结残生的故事，赫本觉得这病态的主题颇为幽默，但电影无论票房还是评价都不理想。1985年，她又在讲述屈塞生平和事业的电视纪录片亮相。此后赫本主要参演电视电影，评价不及以往电视作品但观众一直青眼有加。这段时间每部电影发行时，赫本都宣告这是她最后的演出，却又不断地接演新角色。1986年的《戴拉福德夫人的婚姻》为她再获艾美奖，赫本又在两年后以喜剧《劳拉·兰馨长眠于此》（1988年）回归，她的侄孙女舒勒·格兰特也在片中演出。

《爱情事件》是赫本出演的最后一部电影，影评人称87岁高龄的她银幕魅力丝毫不减

1991年，赫本发行自传《我：凯瑟琳·赫本自传》，登顶畅销书榜单并维持一年多。1992年，她又一次在电视荧屏亮相，与瑞恩·奥尼尔合演《走向新生》，精彩演出再获金球奖提名。1994年，她又在《明星残缘》和安東尼·奎恩对戏，该片很大程度上是根据赫本的生平改编，包含许多涉及她个性和事业的隐喻。评论认为，赫本以往演过很多精力充沛的人物，如今就像是在虚构情境下把过往人物再演一遍，还称这些就是她的本色演出。
1994年上映的《爱情事件》是赫本最后的大银幕作品，上一部《格雷斯·奎吉莉》已是九年前的电影。该片由安妮特·班寧和沃伦·比蒂主演，87岁高龄的赫本出演配角，这也是她演艺生涯中除《台口餐厅》客串出镜外唯一未担任主演的作品。罗杰·伊伯特指出，这还是银幕上的赫本首次显出疲态，但那“雄伟的气魄”还在，她的桥段也非常抢戏。《纽约时报》的文章声称：“如果一定要说她的动作已经比以前要慢，那么至少在举止和风度上，她依然毫不逊色”。赫本最后出演的角色是电视电影《巴迪的圣诞节》（1994年），为她获得最后一次美國演員工會獎提名。

## 私生活

### 公众形象和性格
赫本以极其重视隐私闻名，演艺生涯的大部分时期都拒绝采访，也不与影迷交谈。她与名人的生活方式保持距离，对她眼中乏味而肤浅的社交不感兴趣，在注重魅力的时代极力反抗传统，身穿休闲服饰。她很少在公众场合露面，连餐馆都尽量避开，甚至在有人未经许可拍照后上前夺过相机。不过，注重隐私的赫本依然享受众星捧月的感觉，曾坦承要是新闻界完全不理睬，她也会受不了。随着年龄的增长，她保护隐私的强硬程度慢慢放松，在1973年首度接受《迪克·卡维特秀》长达两小时的采访，对公众逐渐少一分防备，多一份坦承。
赫本的多部传记特别强调她那似乎无穷无尽的精力，以及充满热情的生活态度，坚强和独立是她身为名人的根本特征。强烈的自我意识也意味着她控制欲很强而且难以相处，卡宁觉得她就像女教师。赫本以直言不讳闻名，凯瑟琳·霍顿就称大姨赫本有时“自以为是而且专横到令人发指”。赫本坦承她曾非常以自我为中心，特别是年纪尚轻的时候。她自认天生乐观，称“我喜欢生活，而且一直很幸运，又怎么会不开心”。伯格与步入晚年的赫本十分熟悉，称她严格要求他人的同时不乏谦逊与和蔼。
赫本生活积极，据称每天早上都要游泳和打网球。1993年纪录片《凯瑟琳·赫本：关于我的一切》表明她已过杖朝之年（80歲）还会定期打网球。她还很喜欢绘画，是她晚年的重要爱好。面对政治问题她回答：“我一直与肯定和自由站在同一边，不做只会否定的人”。20世纪40年代好莱坞的反共立场促使赫本积极参与政治，她加入美国宪法第一修正案委员会，众议院非美活动调查委员会听证期间一度点到她的名字，但赫本自称并不认可共产党。进入晚年后，她公开宣传生育控制并主张人工流产是女人的合法权利。她自称“忠实的民主党人”，信守阿尔伯特·史怀哲的“敬畏生命”理念，不信仰宗教或来世。赫本曾于1991年告诉记者：“我是无神论者，就这么简单。我们应该善待彼此，竭尽所能帮助他人，别的谁知道呢，谁也说不准”。她公开宣示这些信念，促使美国人道主义协会在1985年授予她人道主义艺术家奖。
赫本喜欢赤足，她首次演出舞台剧《月中女》时就坚持认为潘多拉不应该穿鞋。生活中她通常身穿休闲裤和凉鞋，即便是电视采访之类正式场合也不例外。赫本自称不穿裙子都是因为穿长袜太麻烦，“所以我总是穿裤子……这样光着脚就能走”。

### 情感经历
赫本只结过一次婚，于1928年12月12日嫁给在布林莫尔学院求学期间结识的费城商人、社交名流拉德洛·奥格登·史密斯，此时她21岁，史密斯29岁。赫本觉得“凯特·史密斯”这样的名字实在太平凡，丈夫于是答应她的要求改名史密斯·奥格登·拉德洛。但是，她一直优先考虑事业，从未全身心投入婚姻，1932年迁居好莱坞之举令两人更形疏远。1934年，她前往墨西哥办理快速离婚手续。赫本多次表示，她很感激事业刚起步时史密斯提供的财政和道德支持，她还在自传中自我谴责是“可怕的猪”，这样利用他的爱。两人一直都是朋友，直至史密斯于1979年辞世。
迁居加利福尼亚州后不久，赫本开始与经纪人利兰·海沃德交往，但此时两人都已结婚。两人都离婚后，海沃德一度向她求婚，但赫本没有接受，事后表示只想保持单身。这段恋情共持续四年。1936年，她在《简·爱》巡演期间开始与企业家霍华德·休斯交往，两人一年前经朋友加里·格兰特介绍相识。休斯也想娶她过门，小报甚至报导两人马上就会举办婚礼，但赫本最终还是决心专心挽救事业。1938年，赫本在被贴上“票房毒药”的标签后离开好莱坞，与休斯的恋情也至此结束。
赫本一直没有再婚，而且决定不生孩子。她觉得身为人母需要全身心投入，自认做不到这点。她曾告诉伯格：“我当妈肯定不称职，因为我实在太自私”。赫本自认当年照顾那些年纪小很多的弟弟妹妹时已经体验过当母亲的感觉，所以即便有养育孩子的需要也早已在那时满足。20世纪30年代开始有流言声称赫本是女同性戀或双性恋，为此她还经常拿来开玩笑。2007年，威廉·曼发布赫本传记，声称这位传奇演员的确是女同性恋或双性恋。为此凯瑟琳·霍顿表示：“我从未发现任何证据表明她是同性恋”。但是，赫本的好友、专栏作家丽兹·史密斯又在2017年的纪录片中给出肯定答复。

#### 斯宾塞·屈塞

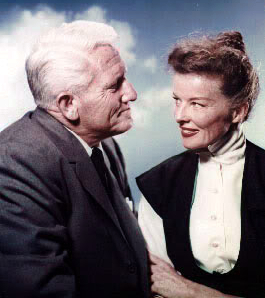
《电脑风云》宣传照中的屈塞与赫本

赫本与斯宾塞·屈塞的恋情在她一生情感经历中地位最为显著，两人曾合作主演九部电影。赫本在自传中写道：“我（对他）有很独特的感觉，为他做什么我都愿意。”好友劳伦·白考尔在赫本去世后的著作中叙述当年赫本与屈塞交往时是多么“盲目”。恋情备受关注，被称认为好莱坞的传奇爱情故事。两人于1941年相识，此时她34岁，他41岁，屈塞起初看到赫本的指甲很脏，还怀疑她是同性恋，心中感到厌恶，赫本恰好相反，马上就发现自己无法抵御他的魅力。两人交往期间屈塞始终没有离婚，他和夫人路易丝·屈塞从20世纪30年代开始分居，但从未正式决裂，也没有任何一方提出离婚。赫本从未过问屈塞和夫人的关系，也没有争取过婚姻。
屈塞决定不让夫人知道他与赫本的关系，所以恋情必须保密。两人避免在公众场合碰面，住的地方也保持分开。屈塞酗酒且经常抑郁，赫本觉得他“受尽折磨”，一心要改善他的生活。看到两人一起的人声称，赫本在屈塞身边时，整个人的举止都完全不同。她无微不至地照顾他，对他言听计从，屈塞因此变得非常依赖赫本。受工作影响，两人经常长时间分离，特别是在20世纪50年代赫本多次远赴海外拍戏的时期。
进入20世纪60年代后，屈塞的身体状况恶化，赫本为照顾他休假五年。她这段时间搬到屈塞家里住，1967年6月10日屈塞辞世时也陪在他身边。出于对他家人的尊重，赫本没有出席葬礼，直到1983年路易丝·屈塞去世后，她才公开表示懷念屈塞。曾有人询问两人只是婚外情，男方又不离婚，为何她愿意留在他身边这么多年，赫本回答：“我真的说不上来，只知道我永远都离不开他”。赫本自认不清楚屈塞到底是如何看待她，两人“能够就这样一起度过27年，对我来说已经非常满足”。

### 晚年及谢世

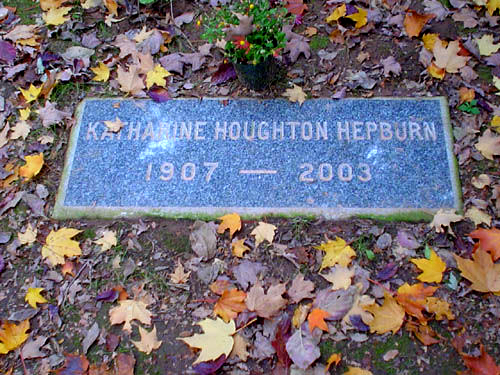
赫本在哈特福雪松山公墓的墓碑

赫本曾在进入朝枚之年后表示：“我无惧死亡，那肯定就像睡长觉般美妙”。她淡出表演后不久身体便迅速恶化，曾于1993年3月因衰竭入院。1996年冬，她因肺炎住院治疗。1997年时她已非常虚弱，进食很少，也极少开口说话，人们担心她很快就会去世。赫本在生命最后几年出现痴呆症状。2003年5月，她的颈部出现迅速蔓延的肿瘤，但因风险太大决定不予治疗。2003年6月29日，凯瑟琳·霍顿·赫本在芬威克的家中因心脏停搏与世长辞，此时她的96岁生日刚过去一个多月。赫本的遗体葬在哈特福雪松山公墓，现场根据她的遗愿没有举办追悼仪式。
赫本离世引来公众高度关注，电视上出现大量向她致敬的节目，各种报刊杂志为她特发专刊或专栏。美国总统乔治·沃克·布什称赫本“将作为美国的艺术瑰宝为后人牢记”。为纪念她丰富的剧院演出，百老汇的灯光在2003年7月1日晚调暗。2004年，根据赫本的遗愿，她的遗物在纽约蘇富比拍卖，所得580万美元按遗嘱分配给家人。

## 表演风格与银幕形象
从媒体报导来看，赫本不是天生的好演员，她会先仔细研究人物的特点和成长环境，确保完全理解角色后再尽量多排练几次，正式开拍后每个镜头也都多拍几道备用。她对表演充满热情，对每个人物都投入大量精力，坚持学习所需技能并亲自参与通常由特技替身代劳的镜头摄制。赫本以熟悉自己和其他主演的台词闻名，斯坦利·克雷默称赞她对工作投入的热忱，称“她就只知道工作、工作、不停地工作，直到其他人都受不了要停下来”。出演每部电影期间，赫本都积极参与制作，对剧本、服装、灯光、摄影等方方面面提出建议。
赫本扮演的绝大多数人物都富有而聪明，而且大多坚强独立。有些强硬的人物会以某种形式展现出谦逊本质，并进一步揭示掩藏的脆弱。卡宁称，赫本成功的作品大多遵循以下流程：她通常扮演“高高在上或过分固执的女子，遇到朴实、低俗的男人，或是遭遇重大灾难、变故后摔落尘埃，看起来人们对这种模式每次都很买账”。赫本反复呈现这样的人物发展，体现“女人天性与地位”之间的“矛盾”，她饰演的坚强女子最终都适应各自环境并恢复原有地位。影评人莫莉·哈斯克尔称，赫本扮演的人物形象都很强势，所以有必要以某种形式自嘲来保持观众好感。
赫本获奖众多，但也有评论批评她戏路太窄，赫本也坦承她的银幕形象与现实生活差别不大。她曾于1991年向记者表示，这么多年她的表演的确大同小异，挑选角色时她更倾向于选择那些一样性格鲜明的人物。剧作家大卫·麦卡瑞也称，“把凯瑟琳·赫本在每部主演电影中的形象拍下来，扪心自问，这些人物是不是都一样……无论她是不是偶然人物，我们都不应该把真正迷人且独特的女人与优秀的演员混为一谈”。此外，赫本的神态也因太显冷漠屡遭诟病。

## 影响

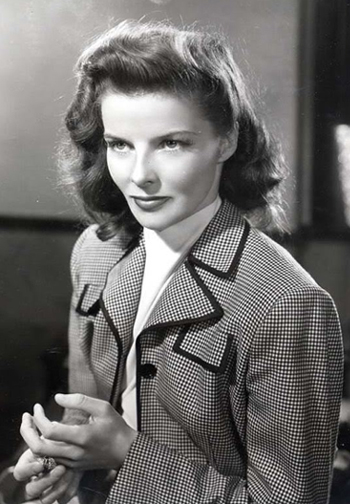
赫本扮演的电影人物通常十分独立，生活方式特立独行（如上图《小姑居處》中的苔丝·哈丁），是20世纪美国现代女人的缩影

赫本是极具影响的文化代表人物。罗丝·霍顿与莎莉·西蒙斯合著《改变世界的女人》，向50位改变世界历史和文化的女子致敬，赫本便在其中。她还在《大英百科全书》的《改变世界的300位女人》，《女士之家杂志》的《20世纪百大重要女人》，以及《综艺》的“百大世纪偶像”中榜上有名，并在频道的“史上流行文化偶像两百强”中排名第84。1999年，美国电影学会将赫本评为古典好莱坞电影百年最杰出的女演员。
曾为赫本立传的谢里丹·莫利指出，赫本主演电影的一大影响在于打破好莱坞塑造女人的固有模式，是她将意志坚强的新女人带上银幕。电影研究学者安德鲁·布里顿研究赫本的专著认为，赫本在古典好莱坞电影中地位显著，长期以鲜明的反传统女子形象影响好莱坞，在女权主义议题登上大银幕的过程中作用举足轻重。
赫本现实中的生活方式领先于时代，成为“现代女人”的象征，在改变性别观念过程中发挥重要作用。罗丝·霍顿与莎莉·西蒙斯在书中写道：“自信、聪慧而机智，四次奥斯卡奖得主凯瑟琳·赫本无论事业还是生活中都不遵从传统……她创作的自信女人形象值得每个女人关注和学习”。电影史学家珍妮·贝辛格在赫本谢世后表示：“她带给我们现代而独立的新型女英雄。她很美，但并不依赖美貌。”《洛杉磯時報》娱乐记者兼评论员玛丽·麦克纳马拉宣称：“凯瑟琳·赫本不仅是电影明星，还是美国独立女人的守护神”。并非所有女权主义者都青睐赫本，她曾公开宣称女人未必能兼顾家庭和事业，令部分女权人士深感愤怒。
赫本对时尚也颇具影响，她一直身穿长裤，这对于当时的女人来说可谓非常激进。在她的推动下，女人逐渐穿上裤子，粉丝开始模仿她的衣着。1986年，美国时尚设计师委员会授予她终身成就奖，认可她对妇女时尚的影响。
赫本主演的许多电影都已成为美国影史经典，美国电影学会1998年评选百年百大经典电影，她主演的《非洲女王号》、《费城故事》、《育婴奇谭》和《猜猜谁来吃晚餐》榜上有名；2000年评选百年百大喜剧电影，《育婴奇谭》、《费城故事》、《亚当的肋骨》和《小姑居處》上榜；2002年评选百年百大爱情电影，《非洲女王号》、《金色池塘》、《费城故事》、《育婴奇谭》、《猜猜谁来吃晚餐》和《小姑居處》入选。2006年评选百年百大励志电影，《猜猜谁来吃晚餐》、《金色池塘》和《非洲女王号》入选。2007年，美国电影学会评选百年百大经典电影十周年版，《费城故事》、《非洲女王号》和《育婴奇谭》再度榜上有名。此外，她清晰且带有贵族特点的嗓音也在电影史上拥有独特地位。

### 纪念

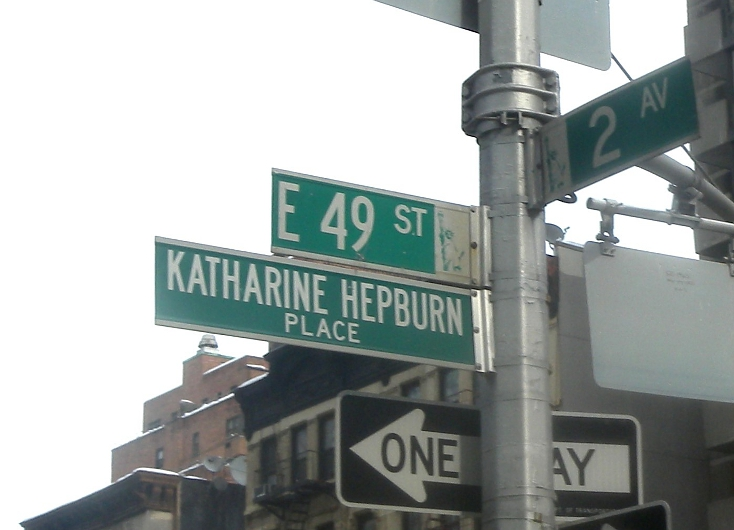
纽约第49街东街广场以凯瑟琳·赫本命名

赫本在纽约曼哈顿海龟湾社区购买住宅并持有超过60年，该社区于1997年用她的名字为花园命名。2003年赫本去世后，纽约东第49街和第二大道交叉路口更名“凯瑟琳·赫本广场”。三年后，赫本的母校布林莫尔学院成立凯瑟琳·霍顿·赫本中心向赫本母女致敬，鼓励妇女积极参与涉及女人的重要议题。中心每四年颁发一枚凯瑟琳·赫本奖章，表彰在生活和工作中像赫本母女一样体现妇女智慧、决心和独立的女人，感谢她们致力贡献赫本最重视的公民参与和艺术事业。赫本很喜欢家人位于康涅狄格州旧塞布鲁克的海滩度假别墅，这里后来成为她的房产。2009年，别墅所在地改建的凯瑟琳·赫本文化艺术中心开幕，其中包含演出场地和凯瑟琳·赫本博物馆，并从2016年开始颁发“凯瑟琳·赫本精神奖”。
电影艺术与科学学院图书馆和纽约公共图书馆都有赫本的私人文献收藏。2009年，纽约公共图书馆举办为期五个月的《凯瑟琳·赫本：自有文献》展览，展出记载她剧院表演生涯的部分文献。其他机构也不甘人后地举办赫本职业生涯展。2007年11月至2008年9月，华盛顿哥伦比亚特区美國國家肖像畫廊举办《一生：凯特，百年庆典》展览。2010年10月至2011年9月，肯特州立大學举办《凯瑟琳·赫本：为舞台和银幕着装》活动，展出赫本在电影和舞台剧中的服饰。2010年，美国发行“好莱坞传奇”系列邮票，赫本也在其中。2015年，英国电影协会举办为期两个月的赫本作品回顾展。
马修·伦巴多以赫本为主题创作独角戏《五点喝茶》，第一幕以1938年为背景，赫本此时已被批为“票房毒药”；第二幕来到1983年，赫本回忆职业生涯和生平。剧目2002年在哈特福首演，在剧中扮演赫本的演员包括凯特·穆格鲁、托芙·菲尔德舒、斯蒂芬尼·齐姆巴丽斯特和查尔斯·布希。剧作后来经过修改删除第一幕并延长第二幕，后于2019年6月28日在波士顿亨廷顿剧院首演，費·唐娜薇诠释赫本。菲尔德舒还曾在1977年的电视电影《了不起的霍华德·休斯》扮演赫本，玛丽安·泰勒曾在1980年的《谁将成为斯嘉丽》饰演赫本。凯特·布兰切特因在马丁·斯科塞斯2004年的霍华德·休斯传记片《飞行者》出演赫本获奥斯卡最佳女配角奖，是史上首次出现扮演奥斯卡奖得主的演员获奥斯卡奖。

## 荣誉
赫本共12次获奥斯卡最佳女主角奖提名并有四次获奖，两项都创下新纪录，其中提名纪录已由梅丽尔·斯特里普超越，但获奖纪录保持至今。她的第一次和最后一次提名间隔48年，同样创下新纪录并保持至今。她共五次提名英国电影学院奖，其中两次获奖；六次艾美奖提名中一次获奖；还有八项金球獎提名，两次人民选择奖，两次托尼獎提名，另有威尼斯电影节与戛纳电影节最佳女演员奖，以及纽约影评人协会奖最佳女主角奖。赫本于1979年入选美国戏剧名人堂并获美国演员工会终身成就奖，1990年又获肯尼迪中心荣誉奖。

## 作品
赫本纵横演艺圈66年间共出演44部长片电影、八部电视电影和33部舞台剧。她出演的电影囊括多种类型，如脱线喜剧、时代剧，以及美国顶尖剧作家作品的改编电影。从20世纪20年代开始直到80年代，每个年代她都曾参与舞台剧演出，出演的既有莎士比亚和萧伯纳的剧目，也有百老汇音乐剧。

### 电影
- 《离婚帐单》（1932年）
- 《牵牛花》（1933年）
- 《克里斯托弗·斯特朗》（1933年）
- 《小妇人》（1933年）
- 《烈性子》（1934年）
- 《小牧师》（1934年）
- 《心碎》（1934年）
- 《愛麗絲·亞當斯》（1935年）
- 《西尔维娅传》（1935年）
- 《苏格兰女王玛丽》（1936年）
- 《女人造反》（1936年）
- 《名门街》（1937年）
- 《摘星梦难圆》（1937年）
- 《育婴奇谭》（1938年）
- 《休假日》（1938年）
- 《费城故事》（1940年）
- 《小姑居處》（1942年）
- 《自由之火》（1942年）
- 《台口餐厅》（1943年）
- 《龍種》（1944年）
- 《没有爱》（1945年）
- 《新婚浩劫》（1946年）
- 《陇上春色》（1947年）
- 《梦幻曲》（1947年）
- 《联邦一州》（1948年）
- 《亚当的肋骨》（1949年）
- 《非洲女王号》（1951年）
- 《帕特和麦克》（1952年）
- 《夏日时光》（1955年）
- 《雨缘》（1956年）
- 《铁娘子》（1956年）
- 《电脑风云》（1957年）
- 《夏日痴魂》（1959年）
- 《长夜漫漫路迢迢》（1962年）
- 《猜猜谁来吃晚餐》（1967年）
- 《冬獅》（1968年）
- 《金屋春宵》（1969年）
- 《特洛伊妇女》（1971年）
- 《微妙的平衡》（1973年）
- 《狂人考伯恩》（1975年）
- 《气球旅行》（1978年）
- 《金色池塘》（1981年）
- 《格雷斯·奎吉莉》（1985年）
- 《爱情事件》（1994年）

### 电视电影
- 《玻璃动物园》（1973年）
- 《废墟中的爱情》（1975年）
- 《锦绣前程》（1979年）
- 《戴拉福德夫人的婚姻》（1986年）
- 《劳拉·兰馨长眠于此》（1988年）
- 《走向新生》（1992年）
- 《明星残缘》（1994年）
- 《巴迪的圣诞节》（1994年）

### 舞台剧
- 《女沙皇》（1928年）
- 《大池塘》（1928年）
- 《这些日子》（1928年）
- 《休假日》（1928年）
- 《乡间一月》（1930年）
- 《艺术与波特夫人》（1930年）
- 《勇士之夫》（1932年）
- 《湖》（1934年）
- 《简·爱》（1936至1937年）
- 《费城故事》（1939至1941年）
- 《没有爱》（1942至1943年）
- 《皆大欢喜》（1950年）
- 《百万富婆》（1952年）
- 《馴悍記》（1955年）
- 《一报还一报》（1955年）
- 《威尼斯商人》（1955和1957年）
- 《无事生非》（1957年）
- 《第十二夜》（1960年）
- 《安東尼與克麗奧佩托拉》（1960年）
- 《香奈儿传》（1969至1970年）
- 《事关引力》（1976至1977年）
- 《西区华尔兹》（1981年）

### 脚注
1. 1 2  Britton 2003，第41頁.
2. ↑  Berg 2004，第40頁.
3. ↑  Chandler 2011，第37頁.
4. 1 2  Higham 2004，第2頁.
5. 1 2 3 4  Katharine Hepburn: Part 2 & The Dick Cavett Show 1973.
6. 1 2  Higham 2004，第4頁.
7. ↑  Chandler 2011，第39頁.
8. ↑  Prideaux 1996，第74頁.
9. ↑  Hepburn 1991，第21頁.
10. ↑  Katharine Hepburn: Part 1 & The Dick Cavett Show 1973.
11. ↑  Berg 2004，第47頁.
12. ↑  Hepburn 1991，第30頁.
13. ↑  Kanin 1971，第82頁.
14. ↑  Chandler 2011，第30頁.
15. ↑  Hepburn 1991，第43頁.
16. 1 2  Higham 2004，第7頁.
17. ↑  Higham 2004，第3頁.
18. ↑  Chandler 2011，第34頁.
19. ↑  Hepburn 1991，第44頁.
20. ↑  Hepburn 1991，第46頁.
21. ↑  Chandler 2011，第6頁.
22. ↑  Higham 2004，第5頁.
23. ↑  Hepburn 1991，第49頁.
24. ↑  Chandler 2011，第7頁.
25. ↑  Kanin 1971，第285頁.
26. ↑  Hepburn 1991，第69頁.
27. 1 2  Dickens 1990，第4頁.
28. ↑  Horton & Simmons 2007，第119頁.
29. 1 2 3 4  Cinema: The Hepburn Story & Time 1952.
30. 1 2 3 4 5 6 7  Katharine Hepburn: All About Me & Turner Network Television 1993
31. ↑  Higham 2004，第8頁.
32. ↑  Hepburn 1991，第81頁.
33. 1 2 3 4  Higham 2004，第9頁.
34. ↑  Berg 2004，第59頁.
35. 1 2  Berg 2004，第73頁.
36. ↑  Hepburn 1991，第109頁.
37. ↑  Higham 2004，第11頁.
38. 1 2 3  Higham 2004，第16頁.
39. ↑  Hepburn 1991，第112頁.
40. ↑  Kanin 1971，第22頁.
41. 1 2  Hepburn 1991，第118頁.
42. ↑  Berg 2004，第74頁.
43. ↑  Hepburn 1991，第120頁.
44. ↑  Higham 2004，第17頁.
45. ↑  Berg 2004，第75頁.
46. ↑  Dickens 1990，第229頁.
47. ↑  Hepburn 1991，第128頁.
48. ↑  Higham 2004，第23頁.
49. ↑  Higham 2004，第21頁.
50. ↑  Haver 1980，第94頁.
51. 1 2 3  Haver 1980，第96頁.
52. ↑  Prideaux 1996，第15頁.
53. ↑  Higham 2004，第30–31頁.
54. ↑  Berg 2004，第82頁.
55. ↑  Hall 1932，第0頁.
56. ↑  Variety Staff 1932.
57. ↑  Higham 2004，第39頁.
58. ↑  Hepburn 1991，第178, 181頁.
59. ↑  Berg 2004，第84頁.
60. ↑  Higham 2004，第44頁.
61. 1 2  Berg 2004，第86頁.
62. ↑  Berg 2004，第85頁.
63. ↑  Berg 2004，第88頁.
64. 1 2  Berg 2004，第89頁.
65. ↑  Higham 2004，第57頁.
66. 1 2  Berg 2004，第91頁.
67. 1 2  Berg 2004，第92頁.
68. 1 2  Berg 2004，第90頁.
69. ↑  Higham 2004，第60頁.
70. ↑  Higham 2004，第62頁.
71. ↑  Hendrickson 2013，第311頁.
72. ↑  Hepburn 1991，第166頁.
73. ↑  Berg 2004，第93頁.
74. ↑  Hepburn 1991，第4頁.
75. ↑  Berg 2004，第105頁.
76. ↑  Higham 2004，第66頁.
77. ↑  Berg 2004，第106頁.
78. ↑  Higham 2004，第68頁.
79. 1 2  Berg 2004，第109頁.
80. ↑  Berg 2004，第110頁.
81. ↑  Berg 2004，第111–112頁.
82. ↑  Berg 2004，第126頁.
83. ↑  Berg 2004，第112頁.
84. ↑  Horton & Simmons 2007，第120頁.
85. 1 2 3 4 5 6 7 8  McNamara 2003.
86. ↑  Kanin 1971，第284頁.
87. 1 2  Kanin 1971，第85頁.
88. ↑  Berg 2004，第111頁.
89. ↑  Britton 2003，第16頁.
90. 1 2  Berg 2004，第114頁.
91. ↑  Chandler 2011，第105頁.
92. ↑  Haver 1980，第237–238頁.
93. ↑  Higham 2004，第94頁.
94. ↑  Dickstein 2002，第48–50頁.
95. 1 2  Berg 2004，第116頁.
96. ↑  Hepburn 1991，第238頁.
97. 1 2  Berg 2004，第117頁.
98. ↑  Higham 2004，第88頁.
99. ↑  Higham 2004，第90頁.
100. 1 2 3  Berg 2004，第118頁.
101. ↑  Hepburn 1991，第201頁.
102. 1 2  Verlhac 2009，第8頁.
103. ↑  Chandler 2011，第142頁.
104. ↑  Edwards 1985，第166頁.
105. ↑  Berg 2004，第119頁.
106. ↑  Britton 2003，第13頁.
107. ↑  Higham 2004，第97頁.
108. 1 2  Berg 2004，第132頁.
109. ↑  Berg 2004，第136頁.
110. ↑  Atkinson 1939，第21頁.
111. ↑  Berg 2004，第137頁.
112. ↑  Curtis 2011，第224頁.
113. 1 2  Dickens 1990，第17頁.
114. ↑  Berg 2004，第139頁.
115. ↑  Berg 2004，第139–140頁.
116. ↑  The New Pictures, January 20, 1941.
117. ↑  Golden 1940.
118. ↑  Higham 2004，第104頁.
119. 1 2  1940 Awards & New York Film Critics Circle.
120. ↑  The 13th Academy Awards & Academy of Motion Picture Arts and Sciences.
121. ↑  Kanin 1971，第81頁.
122. ↑  Berg 2004，第147頁.
123. ↑  Higham 2004，第113頁.
124. 1 2  Curtis 2011，第457頁.
125. ↑  Berg 2004，第178頁.
126. ↑  Berg 2004，第175頁.
127. ↑  Curtis 2011，第480頁.
128. ↑  Kanin 1971，第5頁.
129. ↑  Chandler 2011，第149頁.
130. ↑  Curtis 2011，第508, 662, 670, 702, 727頁.
131. ↑  Berg 2004，第179頁.
132. ↑  Dickens 1990，第18頁.
133. ↑  Curtis 2011，第522頁.
134. ↑  Curtis 2011，第515頁.
135. ↑  Higham 2004，第129頁.
136. ↑  Curtis 2011，第549頁.
137. 1 2  Higham 2004，第131頁.
138. 1 2  Curtis 2011，第555頁.
139. ↑  Berg 2004，第182頁.
140. ↑  Curtis 2011，第564頁.
141. ↑  Hepburn 1991，第246頁.
142. ↑  Curtis 2011，第587頁.
143. ↑  Crowther 1949.
144. ↑  Berg 2004，第192頁.
145. ↑  Berg 2004，第193頁.
146. ↑  Curtis 2011，第728頁.
147. ↑  Hepburn 1991，第267頁.
148. ↑  Berg 2004，第186頁.
149. ↑  Berg 2004，第194頁.
150. ↑  Dickens 1990，第21頁.
151. ↑  Hepburn 1987.
152. ↑  Berg 2004，第198頁.
153. ↑  Curtis 2011，第633頁.
154. 1 2  Kanin 1971，第169頁.
155. ↑  Curtis 2011，第622頁.
156. ↑  Berg 2004，第198–199頁.
157. 1 2  Katharine Hepburn & Golden Globe Award.
158. 1 2  Chandler 2011，第200頁.
159. 1 2  Curtis 2011，第635頁.
160. 1 2  Dickens 1990，第22頁.
161. ↑  Kanin 1971，第163頁.
162. ↑  Berg 2004，第200頁.
163. ↑  Hepburn 1991，第253頁.
164. ↑  Edwards 1985，第291–292頁.
165. ↑  Berg 2004，第202頁.
166. ↑  Bushell, Summertime & Film4.
167. ↑  Chandler 2011，第204頁.
168. ↑  Berg 2004，第203頁.
169. 1 2 3  Berg 2004，第204頁.
170. 1 2  Dickens 1990，第166頁.
171. 1 2  Berg 2004，第206頁.
172. ↑  Curtis 2011，第738頁.
173. ↑  Berg 2004，第209頁.
174. ↑  Kanin 1971，第218–219頁.
175. ↑  Berg 2004，第210頁.
176. ↑  Kanin 1971，第219頁.
177. ↑  Kanin 1971，第220頁.
178. ↑  Dickens 1990，第239頁.
179. ↑  Hepburn 1991，第270頁.
180. ↑  Kanin 1971，第242頁.
181. ↑  Berg 2004，第212頁.
182. 1 2 3 4 5  Geraldine 2003.
183. 1 2 3 4  Hepburn 1991，第393頁.
184. ↑  Curtis 2011，第823頁.
185. ↑  Curtis 2011，第849頁.
186. 1 2  Berg 2004，第249頁.
187. ↑  Berg 2004，第255頁.
188. ↑  Kanin 1971，第259頁.
189. ↑  Hepburn 1991，第255頁.
190. 1 2  Kanin 1971，第6頁.
191. ↑  Hepburn 1991，第257頁.
192. ↑  Curtis 2011，第877頁.
193. ↑  Dickens 1990，第192頁.
194. ↑  Berg 2004，第251頁.
195. ↑  Higham 2004，第210頁.
196. ↑  Higham 2004，第211頁.
197. ↑  Berg 2004，第252頁.
198. 1 2  Berg 2004，第253頁.
199. ↑  Berg 2004，第254頁.
200. ↑  Kanin 1971，第296–297頁.
201. ↑  Kanin 1971，第302頁.
202. 1 2  Dickens 1990，第202頁.
203. ↑  Edwards 1985，第374–376頁.
204. 1 2  Dickens 1990，第29頁.
205. ↑  Berg 2004，第256–257頁.
206. ↑  Higham 2004，第227頁.
207. ↑  Berg 2004，第257頁.
208. ↑  Berg 2004，第258頁.
209. 1 2  Berg 2004，第260頁.
210. ↑  Berg 2004，第29頁.
211. ↑  Dickens 1990，第29–30頁.
212. ↑  Edwards 1985，第390頁.
213. ↑  Dickens 1990，第30頁.
214. ↑  Berg 2004，第259頁.
215. ↑  Higham 2004，第230頁.
216. 1 2  People's Choice Awards 1976 Nominees & People's Choice.
217. ↑  Prideaux 1996，第123頁.
218. ↑  Chandler 2011，第280頁.
219. 1 2  Katharine Hepburn & Television Academy.
220. ↑  Ray 2003.
221. ↑  Dickens 1990，第31頁.
222. 1 2  Berg 2004，第261頁.
223. ↑  Higham 2004，第234頁.
224. ↑  Domestic Box Office For 1981 & Box Office Mojo.
225. ↑  Dickens 1990，第218頁.
226. ↑  Dickens 1990，第245頁.
227. 1 2 3 4 5 6 7 8 9  James 2003.
228. ↑  Berg 2004，第262頁.
229. ↑  It's Your Turn! & People 1982.
230. ↑  People's Choice Awards 1983 Nominees & People's Choice.
231. ↑  Chandler 2011，第286頁.
232. ↑  Dickens 1990，第34頁.
233. ↑  Prideaux 1996，第156頁.
234. ↑  Berg 2004，第264頁.
235. 1 2  Laura Lansing Slept Here (1988) - Review Summary.
236. ↑  Prideaux 1996，第210頁.
237. ↑  Berg 2004，第268頁.
238. ↑  Berg 2004，第280頁.
239. ↑  Ebert 1994.
240. ↑  The Inaugural Screen Actors Guild Awards & Screen Actors Guild Awards.
241. ↑  Higham 2004，第35, 37頁.
242. 1 2 3 4  300 Women Who Changed the World: Katharine Hepburn & Encyclopædia Britannica.
243. ↑  Kanin 1971，第100頁.
244. ↑  Berg 2004，第289頁.
245. ↑  Prideaux 1996，第20頁.
246. ↑  Curtis 2011，第464頁.
247. ↑  Chandler 2011，第114頁.
248. ↑  Prideaux 1996，第60頁.
249. 1 2  Rich 1991，第73頁.
250. ↑  Obituary: Katharine Hepburn & BBC News 2003.
251. ↑  Higham 2004，第18, 34, 65, 172, 184, 92頁.
252. ↑  Berg 2004，第112, 188頁.
253. ↑  Kanin 1971，第7–8, 160, 276頁.
254. ↑  Dickens 1990，第194頁.
255. ↑  Prideaux 1996，第19, 140頁.
256. 1 2  Berg 2004，第313頁.
257. ↑  Kanin 1971，第54頁.
258. ↑  Curtis 2011，第514頁.
259. ↑  Hepburn 1991，第389頁.
260. ↑  Berg 2004，第275頁.
261. ↑  Kanin 1971，第208頁.
262. ↑  Curtis 2011，第555, 943頁.
263. ↑  Edwards 1985，第235頁.
264. ↑  Kanin 1971，第251頁.
265. ↑  Blyth 1991，第215頁.
266. ↑  Humanist Profile – Brief Article & The Humanist 2003.
267. ↑  Chandler 2010，第368頁.
268. ↑  Freedland 1984，第250頁.
269. ↑  O'Connor 1973，第89頁.
270. ↑  Cantwell 1981，第21頁.
271. 1 2  Higham 2004，第10頁.
272. ↑  Hepburn 1991，第153頁.
273. ↑  Hepburn 1991，第154頁.
274. ↑  Chandler 2011，第54頁.
275. ↑  Hepburn 1991，第185, 191頁.
276. ↑  Hepburn 1991，第189頁.
277. ↑  Berg 2004，第127頁.
278. ↑  Berg 2004，第131頁.
279. ↑  Hepburn 1991，第204–205頁.
280. ↑  Berg 2004，第50頁.
281. ↑  Hepburn 1991，第37頁.
282. ↑  Curtis 2011，第881頁.
283. ↑  Mann 2007，第xxiv頁.
284. ↑  Curtis 2011，第449頁.
285. ↑  , Tribute to Katharine Hepburn & CNN Larry King Live 2003.
286. ↑  Duralde 2018.
287. ↑  Scotty and the Secret History of Hollywood & Altimeter Films 2018.
288. ↑  Hepburn 1991，第392頁.
289. 1 2  Bacall 2005，第488頁.
290. 1 2 3 4  James 1991，第21頁.
291. ↑  Hepburn 1991，第400頁.
292. ↑  Hepburn 1991，第395頁.
293. ↑  Curtis 2011，第718頁.
294. ↑  Hepburn 1991，第405頁.
295. ↑  Curtis 2011，第583頁.
296. ↑  Berg 2004，第187頁.
297. ↑  Hepburn 1991，第399頁.
298. ↑  Hepburn 1991，第389, 393頁.
299. ↑  Curtis 2011，第749頁.
300. ↑  Higham 2004，第191頁.
301. ↑  Chandler 2011，第153頁.
302. ↑  Curtis 2011，第747頁.
303. ↑  Curtis 2011，第493, 623, 727, 747, 798頁.
304. ↑  Curtis 2011，第716頁.
305. ↑  Kanin 1971，第241頁.
306. ↑  Curtis 2011，第861頁.
307. ↑  Curtis 2011，第878頁.
308. ↑  Berg 2004，第163頁.
309. ↑  Hepburn 1991，第396頁.
310. ↑  Katharine Hepburn Admitted to Hospital & Orando Sentinel 1993.
311. ↑  Berg 2004，第306頁.
312. ↑  Berg 2004，第307頁.
313. ↑  Berg 2004，第311, 322頁.
314. ↑  Bacall 2005，第489–490頁.
315. ↑  Berg 2004，第323頁.
316. ↑  Teather 2003.
317. ↑  Bacall 2005，第485頁.
318. 1 2  Film star Katharine Hepburn dies & BBC News 2003.
319. ↑  Hepburn auction in US makes $5.8m & BBC News 2004.
320. ↑  Curtis 2011，第435頁.
321. ↑  Higham 2004，第30, 34頁.
322. ↑  Kanin 1971，第18頁.
323. ↑  Prideaux 1996，第149頁.
324. ↑  Chandler 2011，第287頁.
325. ↑  Chandler 2011，第241頁.
326. ↑  Higham 2004，第53頁.
327. ↑  Higham 2004，第201頁.
328. ↑  Curtis 2011，第508, 539, 844頁.
329. ↑  Higham 2004，第34, 126, 139, 180頁.
330. 1 2  Kanin 1971，第271頁.
331. ↑  Berg 2004，第144頁.
332. ↑  Prideaux 1996，第141頁.
333. ↑  Horton & Simmons 2007，第118頁.
334. ↑  French 2009.
335. ↑  Kanin 1971，第80頁.
336. 1 2  Britton 2003，第8頁.
337. 1 2  Britton 2003，第6頁.
338. ↑  King 2007.
339. ↑  Macaray 2003.
340. ↑  100 Most Important Women of the 20th Century & Barnes & Noble.
341. ↑  Dawes 2005.
342. ↑  The 200 Greatest Pop Culture Icons Complete Ranked List & VH1 2003.
343. ↑  AFI's 100 Years...100 Stars & American Film Institute.
344. ↑  Morley 2003.
345. ↑  Berg 2004，第17頁.
346. ↑  Horton & Simmons 2007，第118–121頁.
347. ↑  Herman-Cohen 2003.
348. ↑  AFI's 100 Years...100 Movies & American Film Institute.
349. ↑  AFI's 100 Years...100 Laughs & American Film Institute.
350. ↑  AFI's 100 Years...100 Passions & American Film Institute 2002.
351. ↑  AFI's 100 Years...100 Cheers & American Film Institute 2006.
352. ↑  AFI's 100 Years...100 Movies – 10th Anniversary Edition & American Film Institute 2007.
353. ↑  Katharine Hepburn Garden & New York City Department of Parks & Recreation.
354. ↑  Polsky 2010.
355. ↑  Katharine Hepburn Medal & Bryn Mawr College.
356. ↑  Mission and History & Katharine Houghton Hepburn Center.
357. ↑  Hepburn 1991，第59頁.
358. ↑  The Kate Museum & The Katharine Hepburn Cultural Arts Center.
359. ↑  About & The Katharine Hepburn Cultural Arts Center.
360. ↑  Hepburn papers donated to library & BBC News 2004.
361. ↑  Katharine Hepburn: In Her Own Files & New York Public Library 2009.
362. ↑  One Life: Kate, a Centennial Celebration & National Portrait Gallery.
363. ↑  Katharine Hepburn Exhibition Debuts & Kent State University.
364. ↑  Actress Katharine Hepburn honored on postage stamp & The Huffington Post 2010.
365. ↑  March 2015 at BFI Southbank & British Film Institute.
366. 1 2  Weber 2003.
367. ↑  Clay 2002.
368. ↑  Gans 2007.
369. ↑  Donelan 2009.
370. ↑  Home & Tea at Five.
371. ↑  Cate Blanchett Biography & Yahoo! Movies.
372. ↑  Academy Awards Best Actress Facts & Trivia.
373. ↑  BAFTA Awards Search & British Academy of Film and Television Arts.
374. ↑  17th Life Achievement Recipient.
375. ↑  The Kennedy Center.
376. ↑  Dickens 1990，第225–245頁.
377. ↑  Katharine Hepburn Performances & Playbill Vault.
378. ↑  Collections Search & British Film Institute.

### 书籍
- Bacall, Lauren. . London: Headline. 2005. ISBN 978-0-7553-1350-1.
- Berg, Scott A. . London: Pocket. 2004 [2003]. ISBN 978-0-7434-1563-7.
- Britton, Andrew. . New York City, NY: Columbia University Press. 2003 [1984]. ISBN 978-0-231-13277-0.
- Chandler, Charlotte. . Milwaukee, WI: Applause. 2011 [2010]. ISBN 978-1-907532-01-6.
- Curtis, James. . London: Hutchinson. 2011. ISBN 978-0-09-178524-6.
- Dickens, Homer. . New York City, NY: Carol Publishing Group. 1990 [1971]  [2020-10-08]. ISBN 978-0-8065-1175-7.
- Edwards, Anne. . New York City, NY: William Morrow & Company, Inc. 1985. ISBN 978-0-688-04528-9.
- Haver, Ronald. . London: Martin Secker & Warburg Ltd. 1980. ISBN 978-0-394-42595-5.
- Hendrickson, Robert. . New York City, NY: Skyhorse Publishing. 2013  [2020-10-08]. ISBN 978-1-62087-597-1.
- Hepburn, Katharine. . New York City, NY: Alfred A. Knopf. 1991  [2020-10-08]. ISBN 978-0-679-40051-6.
- Higham, Charles. . New York City, NY: W. W. Norton. 2004 [1975]. ISBN 978-0-393-32598-0.
- Horton, Ros; Simmons, Sally. . London: Quercus Publishing Plc. 2007. ISBN 978-1-84724-026-2.
- Kanin, Garson. . New York City, NY: Viking. 1971  [2020-10-08]. ISBN 978-0-670-72293-8.
- Mann, William J. . New York City, NY: Picador. 2007. ISBN 978-0-312-42740-5.
- Dickstein, Morris. . Cambridge: Da Capo. 2002  [2020-10-08]. ISBN 978-0-306-81096-1.
- Prideaux, James. . Boston, MA: Faber and Faber. 1996  [2020-10-08]. ISBN 978-0-571-19892-4.
- Verlhac, Pierre-Henri. . San Francisco, CA: Chronicle Books. 2009. ISBN 978-0-8118-6947-8.
- Hepburn, Katharine. . Alfred A. Knopf. 1987-08-12  [2020-10-10]. ISBN 9780394562728. （原始内容存档于2020-09-28） –Goodreads.
- . .   [2011-11-19]. （原始内容存档于2020-09-18）.
- Chandler, Charlotte. . Simon and Schuster. 2010: 368  [2020-10-11]. ISBN 9781439153222. （原始内容存档于2020-11-11）.
- Freedland, Michael. . W.H. Allen. 1984: 250  [2020-10-11].

### 期刊杂志
- . Time. 1952-09-01  [2020-10-09]. （原始内容存档于2020-08-03）.
- . Time. 1941-01-20  [2020-10-10]. （原始内容存档于2020-08-03）.
- Golden, Herb. . Variety. 1940-11-26  [2020-10-10]. （原始内容存档于2020-08-08）.
- Variety Staff. . Variety. 1932-10  [2020-10-09]. （原始内容存档于2020-08-02）.
- . People. 1982-04-19  [2020-10-10]. （原始内容存档于2017-09-28）.
- Clay, Carolyn. . The Boston Phoenix. 2002-02-21  [2017-05-15]. （原始内容存档于2017-05-15）.
- Gans, Andrew. . Playbill. 2007-12-19  [2020-10-11]. （原始内容存档于2020-09-23）.
- Blyth, Myrna. . Ladies Home Journal. 1991-10-01: 215.
- . The Humanist. 2003-09.
- Dawes, Amy. . Variety. 2005-10-16  [2020-10-11]. （原始内容存档于2020-08-02）.

### 报纸和网页
- Duralde, Alonso. . The Wrap. 2018-07-28  [2020-10-11]. （原始内容存档于2020-08-09）.
- Teather, David. . The Guardian. 2003-06-30  [2020-10-11]. （原始内容存档于2020-08-02）.
- O'Connor, John. . The New York Times. 1973-10-03: 89  [2020-10-11]. （原始内容存档于2020-08-20）.
- . The New York Times.   [2015-06-11]. （原始内容存档于2016-03-25）.
- Hall, Mordaunt. . The New York Times. 1932-10-03  [2020-10-09]. （原始内容存档于2020-06-07）.
- Donelan, Charles. . The Santa Barbara Independent. 2009-12-02  [2020-10-11]. （原始内容存档于2018-11-21）.
- McNamara, Mary. . Los Angeles Times. 2003-07-01  [2020-10-09]. （原始内容存档于2019-02-02）.
- Atkinson, Brooks. . The New York Times. 1939-03-29: 21  [2020-10-09]. （原始内容存档于2018-06-13）.
- . New York Film Critics Circle.   [2020-10-10]. （原始内容存档于2020-04-29）.
- . Academy of Motion Picture Arts and Sciences.   [2020-10-10]. （原始内容存档于2020-08-18）.
- Crowther, Bosley. . The New York Times. 1949-12-26  [2020-10-08]. （原始内容存档于2020-09-27）.
- Cantwell, Mary. . The New York Times. 1981-11-15: 21  [2020-10-11]. （原始内容存档于2020-08-27）.
- . Golden Globe Award. Hollywood Foreign Press Association.   [2020-10-10]. （原始内容存档于2019-05-14）.
- Bushell, Laura. . Film4. Channel Four Television.   [2016-03-04]. （原始内容存档于2016-03-04）.
- Baum, Geraldine. . Los Angeles Times. 2003-06-30  [2020-10-10]. （原始内容存档于2018-09-21）.
- . People's Choice. One Three Digital.   [2016-09-30]. （原始内容存档于2016-09-30）.
- . Television Academy.   [2020-10-10]. （原始内容存档于2020-06-03）.
- Ray, C. Claiborne. . The New York Times. 2003-07-22  [2020-10-10]. （原始内容存档于2020-09-23）.
- . Box Office Mojo.   [2020-10-10]. （原始内容存档于2012-01-01）.
- James, Caryn. . The New York Times. 2003-06-30  [2020-10-10]. （原始内容存档于2020-09-23）.
- . People's Choice.   [2016-09-30]. （原始内容存档于2016-09-30）.
- Ebert, Roger. . Chicago Sun-Times. 1994-10-21  [2020-10-10]. （原始内容存档于2020-09-27）.
- . Screen Actors Guild Awards.   [2020-10-10]. （原始内容存档于2020-09-16）.
- Rich, Frank. . The New York Times. 1991-09-29: 73  [2020-10-10]. （原始内容存档于2020-09-22）.
- . BBC News. 2003-06-30  [2020-10-10]. （原始内容存档于2020-08-03）.
- . Orando Sentinel.   [2020-10-11]. （原始内容存档于2018-07-31）.
- Weber, Bruce. . The New York Times. 2003-03-18  [2020-10-11]. （原始内容存档于2020-06-01）.
- . Tea at Five.   [2013-02-02]. （原始内容存档于2013-02-02）.
- . Yahoo! Movies.   [2013-07-25]. （原始内容存档于2013-07-25）.
- . BBC News. 2003-06-30  [2020-10-11]. （原始内容存档于2020-10-02）.
- . BBC News. 2004-06-13  [2020-10-11]. （原始内容存档于2020-08-03）.
- James, Caryn. . The New York Times. 1991-09-01: 21  [2020-10-11]. （原始内容存档于2020-09-22）.
- Macaray, David. . Los Angeles Times. 2003-07-14  [2020-10-11]. （原始内容存档于2018-09-21）.
- King, Susan. . Los Angeles Times. 2007-05-27  [2020-10-11]. （原始内容存档于2018-09-21）.
- French, Philip. . The Observer. 2009-04-12  [2020-10-11]. （原始内容存档于2020-08-02）.
- Herman-Cohen, Valli. . Los Angeles Times. 2003-07-01  [2020-10-11]. （原始内容存档于2019-08-05）.
- . American Film Institute.   [2020-10-11]. （原始内容存档于2020-10-09）.
- . American Film Institute.   [2020-10-11]. （原始内容存档于2020-10-09）.
- . American Film Institute. 1999-06-16  [2020-10-11]. （原始内容存档于2020-10-05）.
- . Barnes & Noble.   [2016-07-19]. （原始内容存档于2016-07-19）.书籍封面就有赫本的照片。
- (新闻稿). VH1. 2003-07-21  [2018-06-12]. （原始内容存档于2018-06-12）.
- Morley, Sheridan. . BBC News. 2003-06-30  [2020-10-11]. （原始内容存档于2020-08-02）.
- . American Film Institute. 2002-06-11  [2020-10-11]. （原始内容存档于2020-10-09）.
- . American Film Institute. 2006-06-14  [2020-10-11]. （原始内容存档于2020-08-14）.
- . American Film Institute. 2007-06-20  [2020-10-11]. （原始内容存档于2020-08-14）.
- . British Film Institute.   [2020-10-11]. （原始内容存档于2013-12-16）.需在下方的（“搜索”）框中输入赫本的英语名后点击下面的按钮。
- . Playbill Vault.   [2018-06-15]. （原始内容存档于2018-06-15）.
- . New York City Department of Parks & Recreation.   [2020-10-11]. （原始内容存档于2020-08-06）.
- Polsky, Sara. . Curbed. 2010-08-31  [2020-10-11]. （原始内容存档于2020-06-03）.
- . Katharine Houghton Hepburn Center, Bryn Mawr College.   [2013-10-21]. （原始内容存档于2013-10-21）.
- . Bryn Mawr College.   [2020-10-11]. （原始内容存档于2020-08-08）.
- . The Katharine Hepburn Cultural Arts Center.   [2009-09-05]. （原始内容存档于2009-09-05）.
- . The Katharine Hepburn Cultural Arts Center.   [2020-10-11]. （原始内容存档于2020-08-10）.
- . BBC News. 2004-10-07  [2020-10-11]. （原始内容存档于2020-08-03）.
- . New York Public Library. 2009  [2020-10-11]. （原始内容存档于2020-08-03）.
- . National Portrait Gallery.   [2020-10-11]. （原始内容存档于2020-06-05）.
- . Kent State University.   [2015-09-19]. （原始内容存档于2015-09-19）.
- . The Huffington Post. 2010-05-13  [2016-10-24]. （原始内容存档于2016-10-24）.
- (PDF). British Film Institute.   [2020-10-11]. （原始内容存档 (PDF)于2020-08-13）.
- . filmsite.   [2020-10-11]. （原始内容存档于2020-10-06）.
- . The Kennedy Center.   [2020-10-11]. （原始内容存档于2015-01-14）.
- . British Academy of Film and Television Arts.   [2020-10-11]. （原始内容存档于2014-01-10）.
- . Screen Actors Guild Awards.   [2020-10-11]. （原始内容存档于2020-08-09）.

### 视频资料
- . . 1973-10-03. American Broadcasting Company.
- . . 1973-10-02. American Broadcasting Company.
- David Heeley (director). . Turner Network Television. 1993-01-18.
- Matt Tyrnauer (director).  (Documentary). Altimeter Films. 2018-07-27.
- . CNN Larry King Live (Time Warner). 2003-06-30  [2020-10-11]. （原始内容存档于2019-05-18）.